# G-Liste zum US-Ordnance-Katalog
Die nachfolgende G-Liste zum US-Ordnance-Katalog entspricht einem Teil (Group G) eines etwa seit Mitte der 1920er Jahre eingeführten Ordnungssystems (Ordnance Provision System) vom United States Army Ordnance Corps (auch Ordnance Department), welches das Materialwesen der US-amerikanischen Streitkräfte strukturierte.
Hintergrund hierbei ist, dass Erzeugnisse unterschiedlicher Hersteller einen Planbedarf in der Heeresplanung erfüllen konnten und auch heutzutage können. Zur betriebswirtschaftlichen Auswertung des Gesamtbedarfs, war es erforderlich die Bedarfe aller Verbände und Waffengattungen harmonisiert zu erfassen und mit den nationalen Produktionskapazitäten zu decken. Gleichzeitig ergab sich für die Truppenteile aus dem Katalog die korrekte Bezeichnung eines Anforderungsgegenstands, denn die Liste konnte als Lieferkatalog genutzt werden.
Um die Planungsbedarfe systematisch zu decken, wurden vergleichbare Fahrzeuge unterschiedlicher Hersteller, also Fahrzeuge mit ähnlichem Motor, Getriebe, Antriebsstrang und Fahrgestell, sprich Leistungsprofil, in einer G-Nummer zusammengefasst. Das die entsprechenden Fahrzeuge abhängig vom Hersteller dabei sehr unterschiedlich aussehen konnten, war irrelevant für die Nutzung und Bedarfsplanung.
Die bis in die 1960er genutzte Liste Standard Nomenclature  List NO. G–1 (S.N.L. No. G–1) umfasst das gesamte "rollende Material", also Kraftfahrzeuge und Kampffahrzeuge, einschließlich zugehörigem Gerät.
Es geht also um Fahrzeuge, Module (Aufbauten), Teile und Kataloge für Liefer- und Reparaturzwecke.
Auch die Liste selbst konnte in der aktuellen Fassung als G–1 bestellt werden und ist im Katalog aufgeführt. Anzumerken ist, dass im Laufe der Zeit verschiedene Ausgaben der Liste entstanden sind.

## Systematik und Nummernkreise
Der Ordnance Publications for Supply Index (kurz: OPSI) vom Juli 1943, mit 68 Seiten, fasst die Abdeckung der Gruppe G wie folgt zusammen:
„Gepanzerte Fahrzeuge, Halbkettenfahrzeuge und Aufklärungsfahrzeuge; Geschütz-, Haubitzen- und Mörserwagen; Fracht-, Mörser-, Personen-, Halbketten- und Universaltransporter; gepanzerte Amphibienfahrzeuge, leichte, mittlere und schwere Panzer; leichte, mittlere, schwere, Kran- und Amphibien-/Raupenschlepper; Radschlepper; gepanzerte, Bomben-, Schwerlast- und Traktorkrananhänger; Panzerbergungs- und Panzertransportanhänger mit ihren Teilen und ihrer Ausrüstung. Artilleriewartungs-, Bombendienst-, Notfallreparatur-, Maschinenwerkstatt- und Reparaturfahrzeuge mit ihren Teilen und ihrer Ausrüstung. Zugmaschinen, Personenkraftwagen, Kraftstofftankwagen, Kraftstoff- und Wassertankanhänger und Sattelanhänger; Lastwagen mit Pritschen-, Plattform-, Kipp- und Spezialaufbauten; Amphibienfracht- und Personenlastwagen; Motorräder und Beiwagen.“

## G-1 – G-99
| G-Nr.                     | Bezeichnung                                                                                              | Hersteller/Bemerkung | Bild  |
| ------------------------- | --- | --- | ----- |
| 1                         | Hauptkatalog                                                                                             | verschiedene Ausgaben: 1. Juli 1930 7. Dezember 1941 1. Juli 1943 26. April 1944 4. April 1949 1. April 1954 12. Januar 1956 |       |
| 2                         | Tractor, artillery, 5-ton, M1917                                                                         | Holt Manufacturing Company                                                                                                   |       |
| 3                         | Tractor, artillery, 10-ton, M1917                                                                        | Holt Manufacturing Company                                                                                                   |       |
| 3                         | Tractor, artillery, 10-ton, M1917, w/ capstan                                                            | Holt Manufacturing Company                                                                                                   |       |
| 4                         | Trailer, 3-inch field gun, M1918                                                                         | |       |
| 4                         | Trailer, 3-inch field gun, M1918A1, w/ cargo body, M1918                                                 | |       |
| 4                         | Trailer, 3-inch field gun, M1918A2, w/ cargo body, M1918, and 36×6-inch tires                            | |       |
| 4                         | Trailer, 3-inch field gun, M1918A3, w/ cargo body, M1918, and 36×7-inch tires                            | |       |
| 4                         | Trailer, 3-inch field gun, M1918A4, w/ cargo body, M1918, and 36×7-inch tires and ramps                  | |       |
| 5                         | Trailer, 10-ton, M1918                                                                                   | |       |
| 6                         | Trailer, shop, 4-ton, M1918                                                                              | |       |
| 7                         | Tractor, ordnance, light, M2                                                                             | Caterpillar Incorporated, Model 20                                                                                           |       |
| 8                         | Body, repair, M1918                                                                                      | |       |
| 10                        | Truck, light, repair, M1918                                                                              | Dodge Brothers Company |       |
| 11                        | Trailer, machine gun, anti-aircraft, 1 1/2-ton, M1918                                                    | |       |
| 12                        | Tank, light, M1917, w/ 37 mm gun turret                                                                  | |       |
| 12                        | Tank, light, M1917, w/ B. T. M. gun turret                                                               | |       |
| 12                        | Tank, light, M1917, w/ radio turret                                                                      | |       |
| 13                        | Tank, Mark VIII (Mark VIII (Panzer))                                                                     | |       |
| 14                        | Car, cross country, M1                                                                                   | |       |
| 15                        | Tractor, 2-ton, ordnance, light, M1                                                                      | Caterpillar Incorporated |       |
| 16                        | Truck, light, shop, M1                                                                                   | |       |
| 17                        | Trailer, bar stock and hacksaw, M1918                                                                    | |       |
| 17                        | Trailer, drill press, M1918                                                                              | |       |
| 17                        | Trailer, generator, M1918                                                                                | |       |
| 17                        | Trailer, lathe, M1918                                                                                    | |       |
| 17                        | Trailer, milling machine, M1918                                                                          | |       |
| 17                        | Trailer, parts and stock room, M1918                                                                     | |       |
| 17                        | Trailer, parts and stock room bin, M1918                                                                 | |       |
| 17                        | Trailer, shop, 4-ton, w/ pipe frame body, M1918                                                          | |       |
| 17                        | Trailer, shop, 4-ton, with steel-screen body, M1918                                                      | |       |
| 17                        | Trailer, shop equipment, M1918                                                                           | |       |
| 17                        | Trailer, welding and forge, M1918                                                                        | |       |
| 18                        | Truck, repair, small arms, M1918                                                                         | |       |
| 19                        | Interchangeability for special tools                                                                     | |       |
| 20                        | Truck, air compressor, M1918                                                                             | |       |
| 20                        | Truck, office and headquarters, M1918                                                                    | |       |
| 20                        | Truck, power saw, M1918                                                                                  | |       |
| 20                        | Truck, shop equipment and spare parts, M1918                                                             | |       |
| 20                        | Truck, tool room, M1918                                                                                  | |       |
| 21                        | Tractor, medium, M1                                                                                      | Caterpillar Incorporated, Model 30                                                                                           |       |
| 22                        | Tractor, heavy, M1, ordnance,                                                                            | Caterpillar Incorporated in Russland nachgebaut als Stalinez-60                                                              |       |
| 23                        | Tractor, rail, 4-ton, M1                                                                                 | |       |
| 23                        | 36-inch for Hawaiian Dept. (narrow gauge)                                                                | |       |
| 23                        | 4' 8 1/2 " for CONUS. (standard gauge)                                                                   | |       |
| 23                        | 60-Inch for Dept. of Panama (broad gauge)                                                                | |       |
| 24                        | Tractor, rail, 8-ton, M2                                                                                 | |       |
| 24                        | 36-inch for Hawaiian Dept. (narrow gauge)                                                                | |       |
| 24                        | 4' 8 1/2 " for CONUS. (standard gauge)                                                                   | |       |
| 24                        | 60-Inch for Dept. of Panama (broad gauge)                                                                | |       |
| 25                        | Tractor, w/ tracklaying adapters                                                                         | Fordson |       |
| 26                        | Trailer, 6-ton, instrument, M1                                                                           | |       |
| 27                        | S1. Tool sets (special), automotive and semi automotive (superseded by ORD 6, SNL J-16) (per 1955 index) | |       |
| 27                        | S2. Tool sets (common), specialists and organizational (superseded by group J SNLs) (per 1955 index)     | |       |
| 28                        | Prime mover, anti-aircraft gun, 8-ton, M1 (T4)                                                           | Corbitt Company, Model T95                                                                                                   |       |
| 29                        | Car, armored, M1                                                                                         | Cunningham, Model T4 |       |
| 30                        | Half-track, 4 1/2-ton, T1E1                                                                              | |       |
| 31                        | Car, scout, M1                                                                                           | White Motor Company, Model T7                                                                                                |       |
| 32                        | Car, scout, M2                                                                                           | Corbitt Company, Model T9 |       |
| 33                        | Half-track, wire laying, 5-ton, T4                                                                       | GMC |       |
| 34                        | Half-Track, 6-ton, T5                                                                                    | Cunningham GMC |       |
| 35                        | Car, armored, T11 (4-ton, 4×4)                                                                           | |       |
| 35                        | Car, armored, T11E1                                                                                      | |       |
| 35                        | Car, armored, T11E2                                                                                      | |       |
| 36                        | Tractor, light, 3 1/2-ton                                                                                | Cletrac, Model 20C |       |
| 37                        | Half-track, 20 1/2-ton, T3                                                                               | Linn Mfg. Co. |       |
| 38                        | Tank, light, M2                                                                                          | |       |
| 38                        | Tank, light, M2A1                                                                                        | | M2A1  |
| 38                        | Tank, light, M2A2                                                                                        | | M2A2  |
| 38                        | Tank, light, M2A3                                                                                        | | M2A3  |
| 38                        | Car, combat, M1                                                                                          | |       |
| 38                        | Car, combat, M1A1                                                                                        | |       |
| 39                        | Tank, light, M2A2                                                                                        | |       |
| 40                        | Tank, medium, 12-ton, T3                                                                                 | U.S. Convertible Systems Inc.                                                                                                |       |
| 41                        | Tank, medium, 16-ton, T3E2                                                                               | U.S. Convertible Systems Inc.                                                                                                |       |
| 42                        | Tank, medium, 12-ton, T4                                                                                 | U.S. Convertible Systems Inc.                                                                                                |       |
| 43                        | Car, combat, 12-ton, T1                                                                                  | U.S. Convertible Systems Inc.                                                                                                |       |
| 45                        | Tractor, light, 3 1/2-ton, T3E3                                                                          | |       |
| 45                        | Tractor, light, 3 1/2-ton, T4E4                                                                          | |       |
| 46                        | Tractor, ordnance, 3 1/2-ton                                                                             | Caterpillar Incorporated, Model 25                                                                                           |       |
| 47                        | Tractor, medium, M1                                                                                      | Caterpillar Incorporated, Model 35                                                                                           |       |
| 48                        | Tractor, medium, M1                                                                                      | Allis-Chalmers, Model Monarch k35                                                                                            |       |
| 49                        | Tractor, medium, M1                                                                                      | Cletrac, Model 35 |       |
| 50                        | Tractor, ordnance, 5-ton                                                                                 | International Harvester, Model TA40                                                                                          |       |
| 51                        | Tractor, ordnance                                                                                        | Allis-Chalmers, Model Monarch k35                                                                                            |       |
| 52                        | Tractor, ordnance, 10-ton                                                                                | Caterpillar Incorporated, Model 65                                                                                           |       |
| 53                        | Tractor, heavy, M1                                                                                       | Allis-Chalmers, Model L |       |
| 54                        | Tractor, ordnance                                                                                        | Cletrac, Model 80 |       |
| 55                        | Tractor, ordnance, 3-ton, M1                                                                             | Allis-Chalmers |       |
| 56                        | Tractor, ordnance, T20                                                                                   | International Harvester |       |
| 57                        | Truck,light machine shop, M3                                                                             | General Motors, Model AFKX-352                                                                                               | truck |
| 57                        | Truck, machine shop, M4                                                                                  | |       |
| 58                        | Truck, tool and bench, M2                                                                                | General Motors, Model AFKX-352                                                                                               | truck |
| 59                        | Truck, welding, M2                                                                                       | General Motors, Model AFKX-352                                                                                               | truck |
| 59                        | Truck, welding, M3                                                                                       | |       |
| 60                        | Car, squad, T2                                                                                           | White Motor Company |       |
| 61                        | Truck, emergency repair, M1 (Telephone Company type body, 1/2-ton, 4×4)                                  | Dodge Brothers Company, Model WC-41                                                                                          |       |
| 61                        | Truck, emergency repair, M2 (3/4-ton, 4×4)                                                               | Dodge Brothers Company, Model WC-60                                                                                          |       |
| 62                        | Truck, machine shop (heavy)                                                                              | |       |
| 63                        | Truck, wrecking, heavy, M1                                                                               | Corbitt Company |       |
| 64                        | Tractor, crane, 1-ton, M1                                                                                | Allis-Chalmers, Model M |       |
| 65                        | Trailer, bomb, B1A                                                                                       | |       |
| 66                        | Car, scout, M4                                                                                           | |       |
| 67                        | Car, scout, M3A1 (M3 Scout Car)                                                                          | White Motor Company |       |
| 68                        | Tractor, light, M2                                                                                       | Caterpillar Incorporated, Model R2                                                                                           |       |
| 69                        | Tractor, medium, M1                                                                                      | Caterpillar Incorporated, Model RD6 (Diesel)                                                                                 |       |
| 69                        | Tractor, crane, 2-ton                                                                                    | Caterpillar Incorporated, Model D6                                                                                           |       |
| 70                        | Tractor                                                                                                  | Marmon-Herrington, Model TA-30                                                                                               |       |
| 71                        | Tractor, light, wheeled, T6                                                                              | |       |
| 72                        | Truck, small arms repair, M1                                                                             | General Motors |       |
| 73                        | Truck, medium, wrecking, T2                                                                              | |       |
| 74                        | Trailer, 2 1/2-ton, 3-wheel, bomb, M5                                                                    | American Seating |       |
| 74                        | Trailer, 2 1/2-ton, 3-wheel, bomb, M5                                                                    | Oneida |       |
| 74                        | Trailer, 2 1/2-ton, 3-wheel, bomb, M5                                                                    | Saginaw |       |
| 74                        | Trailer, 2 1/2-ton, 3-wheel, bomb, M5                                                                    | Electric Wheel |       |
| 74                        | Trailer, chemical, w/ trolly beam, M1                                                                    | |       |
| 74                        | Trailer, chemical, M2                                                                                    | |       |
| 75                        | Half-track, M2A2                                                                                         | White Motor Company, Model T7                                                                                                |       |
| 76                        | Car, command, armored, T1                                                                                | |       |
| 77                        | Trainer, tank, T1                                                                                        | |       |
| 78                        | Trainer, combat car, T2                                                                                  | |       |
| 79                        | Carriage, motor, mortar M2                                                                               | Scout car M1 |       |
| 80                        | Carriage, motor, mortar T5E1                                                                             | Half-track M2A1 |       |
| 81                        | Tank, medium, M2 medium tank, M2A1 (M2 Medium Tank)                                                      | |       |
| 81                        | Tank, medium, M2A1                                                                                       | |       |
| 82                        | Truck, artillery repair, M1                                                                              | General Motors | truck |
| 82                        | Truck, artillery repair, M2                                                                              | |       |
| 83                        | Truck, automotive repair, M1                                                                             | General Motors | truck |
| 83                        | Truck, automotive repair, M2                                                                             | |       |
| 84                        | Truck, spare parts, M1                                                                                   | General Motors | truck |
| 84                        | Truck, spare parts, M2                                                                                   | |       |
| 85                        | Truck, bomb service, M1                                                                                  | Yellow Truck & Coach, Model AC-251                                                                                           |       |
| 85                        | Truck, bomb service, M1 (1 1/2-ton, 4×4)                                                                 | Ford, Model 19Y |       |
| 85                        | Truck, bomb service, M1                                                                                  | Diamond T, Model 201-B5 |       |
| 85                        | Truck, bomb service, M6 (1 1/2-ton, 4×4)                                                                 | Chevrolet, Model G-7128 |       |
| 86                        | Tank, light, M1 (M1 Combat Car)                                                                          | |       |
| 86                        | Tank, light, M1A1                                                                                        | |       |
| 86                        | Tank, light, M2A4                                                                                        | |       |
| 87                        | Truck, half-track, M2                                                                                    | Ford/Marmon-Herrington |       |
| 88                        | Tractor, medium, ordnance, w/ angle dozer, M1                                                            | Caterpillar Incorporated, Model R-4                                                                                          |       |
| 89                        | Tractor, heavy, M1                                                                                       | Caterpillar Incorporated, Model D7 (Diesel) TM 9-1773 Heavy Tractor M1                                                       |       |
| 90                        | Trailer, plotting room, M4                                                                               | |       |
| 91                        | Truck, tank mainenence, M1                                                                               | General Motors | truck |
| 92                        | Truck, instrument maintenence, M1                                                                        | General Motors | truck |
| 93                        | T23E1 trailer, 1-ton                                                                                     | |       |
| 94                        | Tractor, light, wheelded, industrial type                                                                | Allis-Chalmers, Model B |       |
| 95                        | Tractor, medium, w/ angle dozer, M1                                                                      | Cletrac, Model BC |       |
| 96                        | Tractor, light, M2                                                                                       | Cletrac, Model AG |       |
| 97                        | Trailer, heavy-duty, 14-ton                                                                              | Winter-Weiss Company |       |
| 98                        | Tractor, heavy, M1                                                                                       | Allis-Chalmers, Model HD-10W (Diesel)                                                                                        |       |
| 99                        | Tractor, medium, M1                                                                                      | International Harvester, Model TD-9 (Diesel)                                                                                 |       |
| Tractor, medium, M1       | International Harvester, Model T-9 (Benzin)                                                              | |       |
| Tractor, Crane, 2-ton, M5 | International Harvester, Model T-9                                                                       | |       |

## G-100 – G-199
| G-Nr. | Bezeichnung                                                                                  | Hersteller/Bemerkung                                                | Bild |
| ----- | -------------------------------------------------------------------------------------------- | ------------------------------------------------------------------- | ---- |
| 100   | Carrier, cross country, T5                                                                   |                                                                     |      |
| 101   | Tractor, heavy, M1                                                                           | International Harvester, Model TD-18 (Diesel)                       |      |
| 102   | Car, half-track, M2 (M3 (Halbkettenfahrzeug))                                                | The Autocar Company White Motor Company                             |      |
| 102   | Car, half-track, M2A1                                                                        | The Autocar Company White Motor Company                             |      |
| 102   | Carrier, personnel, half-Track, M3 (M3 (Halbkettenfahrzeug))                                 | The Autocar Company Diamond T Motor Car Company White Motor Company |      |
| 102   | Carriage, motor, 75-mm gun, M3                                                               | The Autocar Company                                                 |      |
| 102   | Carrier, personnel, half-track, M3A1                                                         | The Autocar Company Diamond T Motor Car Company White Motor Company |      |
| 102   | Carriage, motor, 75-mm gun, M3A1                                                             |                                                                     |      |
| 102   | Carrier, 81-mm mortar, half-track, M4                                                        |                                                                     |      |
| 102   | Carrier, 81-mm mortar, half-track, M4A1                                                      |                                                                     |      |
| 102   | Carriage, motor, multiple gun, M13 (T1E4)                                                    |                                                                     |      |
| 102   | Carriage, motor, multiple gun, M15                                                           | The Autocar Co.                                                     |      |
| 102   | Carriage, motor, multiple gun, M15A1                                                         | The Autocar Co.                                                     |      |
| 102   | Carriage, motor, multiple gun, M16 (M16 (Halbkettenfahrzeug))                                | White Motor Company                                                 |      |
| 102   | Carriage, motor, multiple gun, M16A1                                                         | White Motor Company                                                 |      |
| 102   | Carrier, 81-mm mortar, half-track, M21                                                       |                                                                     |      |
| 102   | Carriage, motor, 105-mm howitzer, T19                                                        |                                                                     |      |
| 102   | Carriage, motor, 75-mm howitzer, T30                                                         |                                                                     |      |
| 102   | Carriage, motor, 57-mm gun, T48                                                              | Diamond T Motor Car Company                                         |      |
| 103   | Tank, light, M3                                                                              |                                                                     |      |
| 103   | Tank, light, M3A1                                                                            |                                                                     |      |
| 103   | Tank, light, M3A3                                                                            |                                                                     |      |
| 103   | Tank, light, M5 (M5 Light Tank)                                                              |                                                                     |      |
| 103   | Tank, light, M5A1                                                                            |                                                                     |      |
| 104   | Tank, medium M3 (M3 Lee/Grant)                                                               |                                                                     |      |
| 104   | Tank, medium, M3A1                                                                           |                                                                     |      |
| 104   | Tank, medium, M3A2                                                                           |                                                                     |      |
| 104   | Tank, medium, M3A3                                                                           |                                                                     |      |
| 104   | Tank, medium, M3A4                                                                           |                                                                     |      |
| 104   | Tank, medium, M3A5                                                                           |                                                                     |      |
| 104   | Tank, medium, M4 (M4 Sherman)                                                                |                                                                     |      |
| 104   | Tank, medium, M4, 105-mm howitzer                                                            |                                                                     |      |
| 104   | Tank, medium, M4A1, 75-mm gun                                                                |                                                                     |      |
| 104   | Tank, medium, M4A1, 76-mm gun                                                                |                                                                     |      |
| 104   | Tank, medium, M4A2, 75-mm gun                                                                |                                                                     |      |
| 104   | Tank, medium, M4A3, 75-mm gun                                                                |                                                                     |      |
| 104   | Tank, medium, M4A3, 76-mm gun                                                                |                                                                     |      |
| 104   | Tank, medium, M4A3, 105-mm howitzer                                                          |                                                                     |      |
| 104   | Tank, medium, M4A4, 75-mm gun                                                                |                                                                     |      |
| 104   | Tank, medium, M4A6, 75-mm gun                                                                |                                                                     |      |
| 105   | Tractor, medium, M1                                                                          | Allis-Chalmers, Model WM                                            |      |
| 106   | Tracor, medium, w/ angledozer, M1                                                            | International Harvester, Model T6                                   |      |
| 107   | Tractor, heavy, M1                                                                           | Allis-Chalmers, Model HD10W                                         |      |
| 108   | Tractor, crane, 1-ton, M1                                                                    | International Harvester, Model T-6                                  |      |
| 109   | Truck, bomb service, M1                                                                      | Ford Motor Company, Model 19F                                       |      |
| 110   | Truck, bomb service, M1                                                                      | Diamond T Motor Car Company, Model 201-BS                           |      |
| 111   | Tractor, high-speed, 7ton, M2                                                                | Cleveland Tractor Company, Model MG-1                               |      |
| 112   | Truck, emergency repair, M1                                                                  | Dodge Brothers Company Fargo                                        |      |
| 113   | Tractor, light, M2                                                                           | International Harvester, Model T-6                                  |      |
| 115   | Truck, bomb service, M6                                                                      | Chevrolet Motor Division                                            |      |
| 116   | Truck, 6-ton, 6×6, heavy wrecker, M1                                                         | Kenworth Truck Company, Model 570                                   |      |
| 116   | Truck, 6-ton, 6×6, heavy wrecker, M1                                                         | Kenworth, Model 571                                                 |      |
| 116   | Truck, 6-ton, 6×6, heavy wrecker, M1                                                         | Kenworth, Model 572                                                 |      |
| 116   | Truck, 6-ton, 6×6, heavy wrecker, M1                                                         | Ward LaFrance, Model 1000                                           |      |
| 116   | Truck, 6-ton, 6×6, heavy wrecker, M1A1                                                       | Kenworth, Model 573                                                 |      |
| 116   | Truck, 6-ton, 6×6, heavy wrecker, M1A1                                                       | Ward LaFrance, Model 1000, Serie 5                                  |      |
| 117   | Trailer, 7-ton, 6-wheel, tractor crane, M6 (T26)                                             | Fruehauf Trailer Company                                            |      |
| 117   | Trailer, tractor crane, M12 (9-ton)                                                          |                                                                     |      |
| 118   | Tank, heavy, M6 (M6 Heavy Tank)                                                              |                                                                     |      |
| 118   | Tank, heavy, M6A1                                                                            |                                                                     |      |
| 118   | Tank, heavy, T1E1                                                                            |                                                                     |      |
| 119   | Trailer, 6-ton, T23E2                                                                        |                                                                     |      |
| 120   | Carriage, motor, 3-inch gun, M5                                                              | Cleveland Tractor Company                                           |      |
| 121   | Carriage, motor, 37-mm gun, M6 (M6 Gun Motor Carriage)                                       | Fargo                                                               |      |
| 122   | Car, armored, T17E1 (4×4) (T17E1 Staghound I)                                                | Chevrolet Motor Division                                            |      |
| 122   | Car, armored, T17E2 (4×4)                                                                    | Chevrolet Motor Division                                            |      |
| 123   | Trailer, 6-ton, tracked                                                                      | Athey Truss Wheel Company, Model BT898-1                            |      |
| 123   | Trailer, 6-ton, tracked                                                                      | Athey Truss Wheel Company, Model BT898-4                            |      |
| 123   | Trailer, 20-ton, tracked                                                                     | Athey Truss Wheel Company, Model ET1076-1                           |      |
| 124   | Tractor, light                                                                               | Caterpillar Incorporated, Model D2                                  |      |
| 125   | Tractor, medium, M1                                                                          | Allis-Chalmers, Model HD-7W                                         |      |
| 126   | Tractor, heavy                                                                               | Caterpillar Incorporated, Model D7                                  |      |
| 126   | Tractor, crane, 6-ton, M4                                                                    | Caterpillar Incorporated, Model D7 Cardwell Crane Company           |      |
| 127   | Carriage, motor, 75-mm howitzer, M8 (M8 Scott)                                               | Cadillac Motor Car Division                                         |      |
| 128   | Carriage, motor, 105-mm howitzer, M7 (M7 (Panzerhaubitze))                                   | American Locomotive Company                                         |      |
| 130   | Carriage, motor, 3-inch gun, M10 (M10 Wolverine)                                             | Fisher                                                              |      |
| 132   | Tractor, medium, M1                                                                          | International Harvester, Model TD-14                                |      |
| 132   | Tractor, crane, 2-ton, M3                                                                    | International Harvester, Model TD-14                                |      |
| 133   | Car, armored, T18 (T18 Boarhound)                                                            | Yellow Coach Manufacturing Company                                  |      |
| 133   | Car, armored, T18E2                                                                          | Yellow Coach Manufacturing Company                                  |      |
| 134   | Car, armored, T17                                                                            | Ford Motor Company                                                  |      |
| 135   | Car, armored, T13                                                                            | Reo Motor Car Company                                               |      |
| 136   | Car, armored, light, M8 (T22E2)y (M8 Greyhound)                                              | Ford Motor Company                                                  |      |
| 137   | Tank, medium, M7                                                                             | International Harvester                                             |      |
| 138   | Truck, 2 1/2-ton, 6×6, small arms repair, M7                                                 | GMC, Model CCKW                                                     |      |
| 138   | Truck, 2 1/2-ton, 6×6, small arms repair, M7A1                                               | GMC, Model CCKW                                                     |      |
| 138   | Truck, 2 1/2-ton, 6×6, repair small arms, M7A2                                               | GMC, Model CCKW                                                     |      |
| 139   | Truck, 2 1-2-ton, 6x6, automotive repair, M8                                                 | GMC, Model CCKW                                                     |      |
| 139   | Truck, 2 1-2-ton, 6x6, automotive repair, M8A1                                               | GMC, Model CCKW                                                     |      |
| 140   | Truck, 2 1-2-ton, 6×6, artillery repair, M9                                                  | GMC, Model CCKW                                                     |      |
| 140   | Truck, 2 1-2-ton, 6×6, artillery repair, M9A1                                                | GMC, Model CCKW                                                     |      |
| 141   | Truck, 2 1-2-ton, 6×6, instrument repair, M10                                                | GMC, Model CCKW                                                     |      |
| 141   | Truck, 2 1-2-ton, 6×6, instrument repair, M10A1                                              | GMC, Model CCKW                                                     |      |
| 142   | Truck, 2 1-2-ton, 6×6, welding, M12                                                          | GMC, Model CCKW                                                     |      |
| 142   | Truck, 2 1-2-ton, 6×6, welding, M12A1                                                        | GMC, Model CCKW                                                     |      |
| 143   | Truck, repair, 2 1-2-ton, 6×6, tool and bench, M13                                           | GMC, Model CCKW                                                     |      |
| 144   | Truck, 2 1-2-ton, 6×6, spare parts, M14                                                      | GMC, Model CCKW                                                     |      |
| 145   | Truck, 2 1-2-ton, 6×6, electric, M18                                                         | GMC, Model CCKW                                                     |      |
| 146   | Truck, 2 1-2-ton, 6×6, machine shop, M16                                                     | GMC, Model CCKW                                                     |      |
| 146   | Truck, 2 1-2-ton, 6×6, machine shop, M16A1                                                   | GMC, Model CCKW                                                     |      |
| 146   | Truck, 2 1-2-ton, 6×6, machine shop, M16A2                                                   | GMC, Model CCKW                                                     |      |
| 147   | Carrier, personnel, half-track, M5                                                           | International Harvester                                             |      |
| 147   | Carrier, personnel, half-track, M5A1                                                         | International Harvester                                             |      |
| 147   | Car, half-track, M9A1                                                                        | International Harvester                                             |      |
| 147   | Carriage, motor, multiple gun, M14                                                           | International Harvester                                             |      |
| 147   | Carriage, motor, multiple gun, M17                                                           | International Harvester                                             |      |
| 148   | Tank, light, T9E1 (M22 Locust)                                                               | Marmon-Herrington                                                   |      |
| 149   | Truck, 2 1/2-ton, 6×6, electrical repair, M18                                                | GMC, Model CCKW                                                     |      |
| 149   | Truck, 2 1-2-ton, 6×6, electrical repair, M18A1                                              | GMC, Model CCKW                                                     |      |
| 149   | Truck, 2 1-2-ton, 6×6, electrical repair, M18A2                                              | GMC, Model CCKW                                                     |      |
| 150   | Tractor, medium, M4 (T9E1) (M4 High-Speed Tractor)                                           | Allis-Chalmers                                                      |      |
| 150   | Tractor, high speed, 18-ton, M4A1                                                            | Allis-Chalmers                                                      |      |
| 150   | Tractor, high speed, 18-ton, M4C                                                             | Allis-Chalmers                                                      |      |
| 150   | Tractor, high speed, 18-ton, M4A1C                                                           | Allis-Chalmers                                                      |      |
| 151   | Tractor, medium                                                                              | Caterpillar Incorporated, Model D4                                  |      |
| 152   | Tractor, medium, M1                                                                          | Caterpillar Incorporated, Model D6                                  |      |
| 153   | Tractor, heavy                                                                               | Caterpillar Incorporated, Model D8                                  |      |
| 154   | Carrier, light cargo, T15 (M29 Weasel)                                                       | Studebaker Corporation                                              |      |
| 155   | Trailer, plotting room, M4                                                                   |                                                                     |      |
| 156   | Vehicle, landing, tracked (unarmored), Mk. I, LVT (1) (Landing Vehicle Tracked)              |                                                                     |      |
| 157   | Trailer, armored, M8 (T32)                                                                   | John Deere Plow Works                                               |      |
| 158   | Carrier, Cargo, M30 (T14)                                                                    | Pressed Steel Car Company                                           |      |
| 158   | Carriage, motor, 155-mm gun, M12 (M12 GMC9)                                                  |                                                                     |      |
| 159   | Truck, tank transporter, M19                                                                 | Diamond T Motor Car Company, Model 980                              |      |
| 159   | Trailer, 45-ton, 12-wheel, transporter, M9                                                   | Checker Motors Corporation, Model CPT45SP                           |      |
| 159   | Trailer, 45-ton, 12-wheel, transporter, M9                                                   | Fruehauf Trailer Company, Model D45LF1                              |      |
| 159   | Trailer, 45-ton, 12-wheel, transporter, M9                                                   | Pointer-Willamette, Model D45LF1                                    |      |
| 159   | Trailer, 45-ton, 12-wheel, transporter, M9                                                   | Rogers Brother, Model D45LF1                                        |      |
| 159   | Trailer, 45-ton, 12-wheel, transporter, M9                                                   | Winter-Weiss, Model D45LF1                                          |      |
| 160   | Truck, tractor, M26 (T25) (M25 Tank Transporter)                                             | Pacific Car and Foundry Company                                     |      |
| 160   | Semitrailer 40-ton, 8-wheel, transporter, M15                                                | Fruehauf Trailer Company                                            |      |
| 160   | Semitrailer 45-ton, 8-wheel, transporter, M15A1                                              | Fruehauf Trailer Company                                            |      |
| 161   | Trailer, 6-wheel, truck lift, M22                                                            | Weaver Manufacturing Company                                        |      |
| 162   | Tractor, high-speed, 13-ton, M5                                                              | International Harvester                                             |      |
| 162   | Tractor, high-speed, 13-ton, M5A1                                                            | International Harvester                                             |      |
| 162   | Tractor, high-speed, 13-ton, M5A2                                                            | International Harvester                                             |      |
| 162   | Tractor, high-speed, 13-ton, M5A3                                                            | International Harvester                                             |      |
| 162   | Tractor, full tracked, high-speed, 13-ton, M5A4                                              | International Harvester                                             |      |
| 163   | Carriage, motor, 6-mm gun, M18 (M18 Hellcat)                                                 |                                                                     |      |
| 163   | Vehicle, armored, utility, M39 (M39 (Panzer))                                                |                                                                     |      |
| 164   | Trainer, gunnery, tank, 37-mm gun, M10 (T7)                                                  |                                                                     |      |
| 165   | Tank, infantry, Mk. III                                                                      |                                                                     |      |
| 166   | Carrier, universal, T16 (Universal Carrier)                                                  | Ford Motor Company, Model GAU                                       |      |
| 167   | Vehicle, landing, tracked (unarmored), Mk. II, LVT (2) (Landing Vehicle Tracked)             |                                                                     |      |
| 168   | Vehicle, landing, tracked (armored), Army type, Mk. II, LVT (A) (2) (Landing Vehicle Tracked |                                                                     |      |
| 169   | Vehicle, tank recovery, T2                                                                   | Baldwin Locomotive Works                                            |      |
| 170   | Carriage, motor, 3-inch gun, M10A1                                                           | Ford Motor Company                                                  |      |
| 171   | Tank, light, T16                                                                             | Marmon-Herrington, Model CTLS-4TAC                                  |      |
| 172   | Crane, truck mounted, M2 (T6)                                                                | Thew Shovel Company, Model MC-6×6                                   |      |
| 172   | Trailer, clamshell, M16                                                                      |                                                                     |      |
| 173   | Trainer, gunnery, tank, 75-mm gun, M12 (T8)                                                  |                                                                     |      |
| 174   | Toboggan, motor                                                                              | Carl Eliason, Model C FWD Corporation                               |      |
| 175   | Special tools for combat vehicles                                                            |                                                                     |      |
| 176   | Car, armored, utility, M20                                                                   | Ford Motor Company                                                  |      |
| 177   | Trailer, 5-ton, 4-wheel, ammunition handling truck carrier                                   | Fontaine                                                            |      |
| 178   | Truck, 2 1/2-ton, 6×6, M23, instrument bench                                                 | GMC, Model CCKW                                                     |      |
| 179   | Carrier, M29, cargo (M29 Weasel)                                                             | Studebaker Corporation                                              |      |
| 179   | Carrier, M29C, Cargo, amphibian                                                              |                                                                     |      |
| 179   | Carriage, motor, 105-mm rifle, T106                                                          |                                                                     |      |
| 180   | Exploder, mine, T3                                                                           |                                                                     |      |
| 181   | Tractor, light                                                                               | Case Corporation, Model LAI                                         |      |
| 182   | Parts common allotment kits                                                                  |                                                                     |      |
| 183   | Tank, medium, T23                                                                            |                                                                     |      |
| 183   | Tank, medium, T20 (Medium Tank T20)                                                          |                                                                     |      |
| 184   | Tractor, high-speed, 38-ton, M6                                                              | Allis-Chalmers                                                      |      |
| 185   | Vehicle, tank recovery, M32                                                                  |                                                                     |      |
| 185   | Vehicle, tank recovery, M32B1                                                                |                                                                     |      |
| 186   | Vehicle, tank recovery, M32                                                                  |                                                                     |      |
| 186   | Vehicle, tank recovery, M32B2                                                                |                                                                     |      |
| 187   | Vehicle, tank recovery, M32A1                                                                |                                                                     |      |
| 187   | Vehicle, tank recovery, M32B3                                                                |                                                                     |      |
| 188   | Vehicle, tank recovery, M32A1                                                                |                                                                     |      |
| 188   | Vehicle, tank recovery, M32B4                                                                |                                                                     |      |
| 189   | Truck, bomb lift, M1                                                                         | Weaver Manufacturing Company                                        |      |
| 190   | Tank, medium, M4E5                                                                           | Continental Motors Company                                          |      |
| 191   | Tank, medium, M4E5                                                                           | Ford Motor Company                                                  |      |
| 192   | Truck, shop, motorized, 1 1/2 ton, 4x2                                                       | Type AAB                                                            |      |
| 193   | Tractor, medium, shop, T10                                                                   |                                                                     |      |
| 194   | Tractor, snow, M7                                                                            | Allis-Chalmers                                                      |      |
| 195   | Trailer, 1-ton, 2-wheel, snow, M19                                                           | Allis-Chalmers                                                      |      |
| 196   | Tractor, medium, T10                                                                         | Cleveland Tractor Company, Model MG-2                               |      |
| 197   | Tank, medium, M23 (T23E1)                                                                    |                                                                     |      |
| 198   | Tank, heavy, T26E1                                                                           |                                                                     |      |
| 199   | Carriage, motor, 105-mm howitzer, M7B1 (M7 (Panzerhaubitze))                                 | Pressed Steel Car Company                                           |      |

## G-200 – G-299
| G-Nr. | Bezeichnung                                                            | Hersteller/Bemerkung                         | Bild               |
| ----- | ---------------------------------------------------------------------- | -------------------------------------------- | ------------------ |
| 200   | Tank, light, M24y (M24 Chaffee)                                        | Cadillac Massey Ferguson                     |                    |
| 201   | Trailer, clamshell scoop, M16                                          |                                              |                    |
| 202   | Vehicle, tank recovery, w/ crane, M31A1                                | Kran montiert auf M3A1                       |                    |
| 203   | Vehicle, tank recovery, w/crane, M31B2                                 | Kran montiert auf M3A5                       |                    |
| 204   | Tank, medium, 75-mm gun, wet, M4A3                                     | GMC                                          |                    |
| 205   | Tank, medioum, 76-mm gun, wet, M4A3                                    | Chrysler                                     |                    |
| 206   | Tank, medium, 76-mm gun, wet, M4                                       |                                              |                    |
| 207   | Tank, medium, 76-mm gun, wet, M4A1                                     | Pressed Steel Car Company                    |                    |
| 208   | Vehicle, landing, tracked, armored, Mk. II                             | Food Machinery Corporation                   |                    |
| 209   | Vehicle, landing, tracked, armored, Mk. III                            | Food Machinery Corporation                   |                    |
| 210   | Carriage, motor, 90-mm gun, T71 (M36)                                  |                                              |                    |
| 212   | M4A2 Medium Tank, 76-mm Gun, wet, GMC                                  |                                              |                    |
| 213   | Trailer, 4-ton, 2-wheel, ammunition, M21                               | Oneida                                       |                    |
| 213   | Trailer, 4-ton, 2-wheel, ammunition, M21                               | Trailmobile                                  |                    |
| 214   | Vehicle, landing, tracked, armored, 75-mm howitzer, Mk. IV             | Food Machinery Corporation                   |                    |
| 215   | Vehicle, tank recovery, M34                                            |                                              |                    |
| 216   | Trailer, 8-ton, 4-wheel, ammuniton, M23                                | Utility Trailer Company                      |                    |
| 217   | Carriage, .50 cal MG, M51                                              |                                              |                    |
| 218   | Exploder, mine, T1E1                                                   |                                              |                    |
| 219   | Exploder, mine, T1E3                                                   |                                              |                    |
| 220   | Trailer, 2-wheel, mount, quadmount, M20                                | Brill and Krieger                            |                    |
| 221   | Trailer, 4-wheel, searchlight, 60-inch, M1                             | Fruehauf Trailer Company                     |                    |
| 221   | Trailer, 4-wheel, generator, M7                                        | Fruehauf Trailer Company                     |                    |
| 221   | Trailer, 4-wheel, generator, M7                                        | J. G. Brill Company                          |                    |
| 221   | Trailer, 4-wheel, generator, M7 w/ generator unit M7                   | Fruehauf Trailer Company                     |                    |
| 221   | Trailer, 4-wheel, generator, M7 w/ generator unit M7                   | J. G. Brill Company                          |                    |
| 221   | Trailer, generator M7 w/ generator unit M18                            |                                              |                    |
| 221   | Trailer 2-ton, 4-wheel, smoke generator, M7                            | J. G. Brill Company                          |                    |
| 221   | Trailer, 4-wheel, director, soft top, M13                              | Fruehauf Trailer Company                     |                    |
| 221   | Trailer, 4-wheel, director, soft top, M13                              | J. G. Brill Company                          |                    |
| 221   | Trailer, 4-wheel, director, hard top, M14                              | Fruehauf Trailer Company                     |                    |
| 221   | Trailer, 4-wheel, director, hard top, M14                              | J. G. Brill Company                          |                    |
| 221   | Trailer, 4-wheel, mount, quadmount, M17                                | Fruehauf Trailer Company                     |                    |
| 221   | Trailer, 4-wheel, mount, quadmount, M17                                | J. G. Brill Company                          |                    |
| 221   | Trailer, 4-wheel, M18                                                  | Fruehauf Trailer Company                     |                    |
| 221   | Trailer, 4-wheel, M18                                                  | J. G. Brill Company                          |                    |
| 221   | Trailer, 4-wheel, director, hard top, M22                              | Fruehauf Trailer Company                     |                    |
| 221   | Trailer, 4-wheel, director, hard top, M22                              | J. G. Brill Company                          |                    |
| 222   | Excavator, mine, T5E3 and bulldozer, tank mounting, hydraulic operated |                                              |                    |
| 223   | M35 Gun Motor Carriage, 3-inch Gun                                     |                                              |                    |
| 224   | Trailer, 1-ton, 4-wheel, bomb, T53                                     | Strick Company                               |                    |
| 225   | Tank, medium,75-mm gun, M4A3E2                                         | GMC                                          |                    |
| 226   | Tank, medium, M26                                                      |                                              |                    |
| 226   | Tank, medium, M26A1                                                    |                                              |                    |
| 226   | Tank, medium, M45                                                      |                                              |                    |
| 227   | Shop Van                                                               |                                              |                    |
| 228   | Bulldozer, tank-mounting, M1                                           | La Plante Choate Mfg. Co. angebracht an M4A1 |                    |
| 228   | Bulldozer, tank-mounting, M1A1                                         | La Plante Choate Mfg. Co. angebracht an M4A3 |                    |
| 228   | Bulldozer, tank-mounting, M2                                           | angebracht an M4A3                           |                    |
| 229   | Truck, 2 1/2ton, 6x6, small arms repair (Signal Corps), M7             | GMC CCKW                                     |                    |
| 229   | Truck, 2 1/2ton, 6x6, signal corps general repair, M31                 |                                              |                    |
| 230   | Tank, medium, 75-mm gun, wet, M4A1                                     |                                              |                    |
| 231   | Tractor, snow, T36                                                     | Iron Fireman Manufacturing                   |                    |
| 232   | Carriage, motor, 155-mm gun, M4 (M40 GMC)                              |                                              |                    |
| 232   | Carriage, motor, 8-inch howitzer, T89                                  |                                              |                    |
| 233   | Carriage, motor, 90-mm gun, M36B1 (M36 Jackson)                        |                                              |                    |
| 233   | Carriage, motor, 90-mm gun, M36B2                                      |                                              |                    |
| 234   | Truck, 2 1/2-ton, 6x6, tire repair, M32, Load A                        | GMC                                          |                    |
| 234   | Truck, 2 1/2-ton, 6x6, tire repair, M32, Load B                        |                                              |                    |
| 234   | Trailer, 1-ton, 2-wheel, tire repair, M25, Load A                      |                                              |                    |
| 234   | Trailer, 1-ton, 2-wheel, tire repair, M25, Load B                      |                                              |                    |
| 235   | Truck, 2 1/2-ton, 6x6, Signal Corps repair, M30                        | GMC CCKW                                     |                    |
| 236   | Carriage, motor, 155-mm howitzer, M41                                  |                                              |                    |
| 237   | Carriage, motor, 90-mm gun, M36B2                                      |                                              |                    |
| 238   | Carriage, motor, 105-mm howitzer, M37                                  |                                              |                    |
| 239   | Tank, heavy, 105-mm howitzer, T26E                                     |                                              |                    |
| 240   | Trailer, 3/4-ton payload, 2-wheel, bomb, M29                           | American Bantam Car Company                  |                    |
| 241   | Tank, medium, 75-mm gun, wet                                           |                                              |                    |
| 242   | Carriage, motor, 40-mm gun, wet, HXWH, M19                             |                                              |                    |
| 243   | Exploder, mine, T1E4                                                   |                                              |                    |
| 243   | Exploder, mine, T1E6                                                   |                                              |                    |
| 244   | Tank, medium, M46y (M46 (Kampfpanzer))                                 |                                              |                    |
| 244   | Tank, medium, M46A1                                                    |                                              |                    |
| 245   | Carrier, cargo, amphibian, M76                                         |                                              |                    |
| 246   | Bulldozer, tank-mounting, M3                                           | angebracht an M46                            |                    |
| 247   | Bulldozer, tank-mounting, M2                                           |                                              |                    |
| 248   | Carriage, motor, twin 40-mm gun, M19                                   | GMC                                          |                    |
| 248   | Carriage, motor, dual 40mm gun, M19A1                                  | GMC                                          |                    |
| 249   | Winterization kits                                                     | Winterization kits                           | Winterization kits |
| 249   | Vol. 1, personnel heaters                                              | Stewart-Warner                               |                    |
| 249   | Vol. 2, Engine heaters                                                 | Perfection                                   |                    |
| 249   | Vol. 3, Winterization kit for cold starting aid, (slave kit) M40.      |                                              |                    |
| 249   | Vol. 4, MB/GPW's                                                       |                                              |                    |
| 249   | Vol. 5, 3/4-ton WC's and 1+1⁄2-ton WC's. DEC-1954                      |                                              |                    |
| 249   | Vol. 6, GMC-CCKW                                                       |                                              |                    |
| 249   | Vol. 7, M-29 Weasel                                                    |                                              |                    |
| 249   | Vol. 8, truck 2.5-ton, 6×6, cargo, COE, GMC-AFKWX353, (G-508)          |                                              |                    |
| 249   | Vol. 9, M38 jeeps                                                      |                                              |                    |
| 249   | Vol. 10, M37, 3/4 ton trucks                                           |                                              |                    |
| 249   | Vol. 11, Chevrolet 1+1⁄2-ton, 4×4                                      |                                              |                    |
| 249   | Vol. 12, truck 2.5-ton, M34, and M35                                   |                                              |                    |
| 249   | Vol. 13, Winterization Equipment for Truck 2.5-ton, 6×6, M135 series   |                                              |                    |
| 250   | Deep water fording kits                                                |                                              |                    |
| 251   | Tank, light, 76-mm gun, M41 (M41 Walker Bulldog)                       | Cadillac                                     |                    |
| 251   | Tank, light, 76-mm gun, T14E1                                          | Cadillac                                     |                    |
| 252   | Tractor, high-speed, w/ bulldozer, M8 (M8 High-Speed Tractor)          |                                              |                    |
| 252   | Tractor, cargo, M8E2                                                   |                                              |                    |
| 253   | Carriage, motor, 40-mm gun, M42 (M42 Duster)                           |                                              |                    |
| 254   | Tank, medium, 90-mm gun, M48 (M48 (Kampfpanzer))                       |                                              |                    |
| 255   | T42 Tank, 90-mm Gun                                                    |                                              |                    |
| 256   | Tank, 120-mm gun, T43E1                                                |                                              |                    |
| 257   | Carriage, motor, 155-mm howitzer, T99                                  |                                              |                    |
| 258   | Carriage, motor, 105-mm howitzer, T98E1                                |                                              |                    |
| 259   | Carriage, motor, 155-mm gun, T97                                       |                                              |                    |
| 259   | Carriage, motor, 155-mm gun, M53                                       |                                              |                    |
| 259   | Carriage, motor, 8-inch, T108                                          |                                              |                    |
| 260   | Vehicle, armored, infantry, full-track, T18E1 (M75) (M75 APC)          |                                              |                    |
| 261   | Carriage, motor, 8-inch howitzer, (T108), M55                          |                                              |                    |
| 262   | Tank, medium, 90-mm gun, M47 (M47 (Kampfpanzer))                       |                                              |                    |
| 263   | Trainer, tank, 76-mm gun, T17                                          |                                              |                    |
| 264   | Trainer, tank, 90-mm gun, T18                                          |                                              |                    |
| 265   | Bulldozer, tank-mounting, M4                                           | angebracht an M24                            |                    |
| 266   | Bulldozer, tractor-mounting, T8E4                                      | angebracht an M8E2                           |                    |
| 266   | Tractor, high-speed, M8 (M8 High-Speed Tractor)                        |                                              |                    |
| 266   | Tractor, high-speed, bulldozer M8E4                                    |                                              |                    |
| 268   | Truck, gun lifting, heavy, 4×4, front, M249                            |                                              |                    |
| 268   | Truck, gun lifting, heavy, 4×4, rear, M250                             |                                              |                    |
| 269   | Vehicle, combat engineer, T39E1                                        |                                              |                    |
| 270   | Truck, cargo, T44                                                      |                                              |                    |
| 271   | Tractor, high-speed, wrecker, T4E1                                     |                                              |                    |
| 272   | Tractor, high-speed, wrecker, T6                                       |                                              |                    |
| 273   | Bulldozer, tank-mounting, M3E1                                         | angebracht an M47                            |                    |
| 274   | Vehicle, tank recovery, M61 (T51)                                      |                                              |                    |
| 275   | Tractor, cargo, T44                                                    |                                              |                    |
| 276   | Bulldozer, tank-mounting, T16                                          |                                              |                    |
| 277   | Vehicle, landing, tracked, personnel, LVTP-5 (LVT-5)                   |                                              |                    |
| 278   | Bulldozer, tank-mounting, T18E1                                        |                                              |                    |
| 279   | Carriage, motor, 155-mm howitzer, M44                                  |                                              |                    |
| 280   | Carrier, personnel, full tracked, armored, M59 (M59 APC)               |                                              |                    |
| 280   | Vehicle, tank recovery, M59 (T74)                                      |                                              |                    |
| 281   | Vehicle, tank recovery, medium, M74                                    |                                              |                    |
| 284   | Bulldozer, tank-mounting, T18                                          |                                              |                    |
| 285   | Trainer, tank, 90-mm gun, M20                                          |                                              |                    |
| 286   | Bulldozer, tank-mounting, M6                                           | M47                                          |                    |
| 287   | Tank, medium, M48A2                                                    |                                              |                    |
| 287   | Trainer, tank, M26                                                     |                                              |                    |
| 287   | tank, M67A1, flame thrower                                             |                                              |                    |
| 288   | Carriage, motor, multiple, 106-mm, M50 (M50 Ontos)                     |                                              |                    |
| 289   | Carraige, motor, 90-mm gun, M56 (M56 Scorpion)                         |                                              |                    |
| 291   | Bulldozer, tank-mounting, M8A1                                         | M48A2                                        |                    |
| 292   | Tank, M60 (M60 (Kampfpanzer))                                          |                                              |                    |
| 293   | Tractor, loader, missile, M501                                         |                                              |                    |
| 294   | Carrier, personnel, armored, M113 (M113)                               |                                              |                    |
| 295   | Carriage, motor, gun, M107 (M107 Self-propelled gun)                   |                                              |                    |
| 296   | Carriage, motor, 105-mm howitzer, M108 (M108 (Panzerhaubitze))         |                                              |                    |
| 296   | Carriage, motor, 155-mm howitzer, M109 (M109 (Panzerhaubitze))         |                                              |                    |
| 298   | Vehicle, recovery, M88 (Bergepanzer 1)                                 |                                              |                    |
| 299   | Carrier, cargo, tracked, M116                                          |                                              |                    |

## G-300 – G-399
| G-Nr. | Bezeichnung                                                                             | Hersteller/Bemerkung                  | Bild |
| ----- | --------------------------------------------------------------------------------------- | ------------------------------------- | ---- |
| 300   | Carrier, command and reconnaissance, M114 (M114 (Panzer))                               | Cadillac Motor Car Division           |      |
| 301   | Vehicle, armored, bridge launcher, M60A1 (M60A1 Armored Vehicle Launched Bridge (AVLB)) |                                       |      |
| 303   | Vehicle, combat engineer, M728 (Combat Engineer Vehicle M728)                           |                                       |      |
| 305   | Tank, medium, 90-mm gun, M48A3 (M48 (Kampfpanzer))                                      |                                       |      |
| 306   | Bulldozer, tank-mounting, M9                                                            | angebracht an M60                     |      |
| 307   | Trainer, tank, 76-mm gun, M17 (M41)                                                     | Trainingsgerät für M41 Walker Bulldog |      |
| 309   | Vehicle, recovery, light, M578 (Bergepanzer M578)                                       |                                       |      |
| 310   | Vehicle, armored, reconnaissance, M551 (M551 Sheridan)                                  |                                       |      |
| 311   | Simulator, tank, gunfire, M4                                                            |                                       |      |
| 312   | carrier, armored, personnel, M113 (M113)                                                |                                       |      |
| 314   | Bulldozer, tank-mounting, M8A2                                                          | angebracht am Kampfpanzer M48         |      |
| 315   | Carriage, motor, 105-mm howitzer, M104                                                  |                                       |      |
| 316   | Tank, flame thrower, M67A2                                                              | Umgebauter Kampfpanzer M48            |      |
| 336   | Tank, 152-mm gun, M60A1E2                                                               |                                       |      |
| 353   | Carrier, 1 1/2-ton, M759, cargo                                                         |                                       |      |
| 355   | Tank, medium, 105-mm gun, M48A4 (M48 (Kampfpanzer))                                     |                                       |      |
| 390   | Carrier, missile, lance guided, M667                                                    |                                       |      |
| 392   | Car, armored, M706 (M706)                                                               |                                       |      |
| 393   | M727 Carrier, Guided Missile, (Hawk)                                                    |                                       |      |
| 394   | Carrier, missile, guided, M730                                                          |                                       |      |
| 395   | Truck, 1/4-ton, utility, M606                                                           | Willys-Overland Motors                |      |
| 396   | Tank, combat assault, M729                                                              |                                       |      |

## G-400 – G-499
Dieser Nummernkreis blieb ungenutzt.

## G-500 – G-599
| G-Nr.                            | Bezeichnung                                                                          | Hersteller/Bemerkung | Bild                                        |  |
| -------------------------------- | ------------------------------------------------------------------------------------ | --- | ------------------------------------------- |  |
| 501                              | Truck, 2 1/2-ton, amphibian, 1942 (DUKW)                                             | GMC, Model DUKW-353 |                                             |  |
| 502                              | Truck, 3/4-ton, 4x4, 1942-43, Ambulance                                              | Dodge Brothers Company, Model WC-54 |                                             |  |
| 502                              | Truck, 3/4-ton, 4x4, 1942-43, Ambulance                                              | Dodge Brothers Company, Model WC-64 |                                             |  |
| 502                              | Truck, 3/4-ton, 4x4, 1942-43, carryall                                               | Dodge Brothers Company, Model WC-53 |                                             |  |
| 502                              | Truck, 3/4-ton, 4x4, 1942-43, command reconnaissance                                 | Dodge Brothers Company, Model WC-56 |                                             |  |
| 502                              | Truck, 3/4-ton, 4x4, 1942-43, command reconnaissance, w/ winch                       | Dodge Brothers Company, Model WC-57 |                                             |  |
| 502                              | Truck, 3/4-ton, 4x4, 1942-43, emergency repair                                       | Dodge Brothers Company, Model WC-60 |                                             |  |
| 502                              | Truck, 3/4-ton, 4x4, 1942-43, emergency repair, w/ winch                             | Dodge Brothers Company, Model WC-60 |                                             |  |
| 502                              | Truck, 3/4-ton, 4x4, 1942-43, radio                                                  | Dodge Brothers Company, Model WC-58 |                                             |  |
| 502                              | Truck, 3/4-ton, 4x4, 1942-43, telephone maintenance                                  | Dodge Brothers Company, Model WC-59 |                                             |  |
| 502                              | Truck, 3/4-ton, 4x4, 1942-43, weapon carrier                                         | Dodge Brothers Company, Model WC-51 |                                             |  |
| 502                              | Truck, 3/4-ton, 4x4, 1942-43, weapon carrier, w/ winch                               | Dodge Brothers Company, Model WC-52 |                                             |  |
| 503                              | Truck, 1/4-ton, 4x4, command reconnaissance                                          | Ford Motor Company, Model GP (1941) Ford Motor Company, Model GPW (1942) American Bantam, Model 40 (BRC) Willys, Model MA-1941 Willys, Model MB1942-43 |                                             |  |
| 504                              | Truck, 1/4-ton, 4×4, amphibian                                                       | Ford Motor Company, Model GPA |                                             |  |
| 505                              | Truck, 1/2-ton, 4×4, command reconnaissance                                          | Dodge Brothers Company, Model VC-1 |                                             |  |
| 505                              | Truck, 1/2-ton, 4×4, radio                                                           | Dodge Brothers Company, Model VC-2 |                                             |  |
| 505                              | Truck, 1/2-ton, 4×4, pickup, closed cab, w/ seats                                    | Dodge Brothers Company, Model VC-3 |                                             |  |
| 505                              | Truck, 1/2-ton, 4×4, pickup, closed cab, w/o seats                                   | Dodge Brothers Company, Model VC-4 |                                             |  |
| 505                              | Truck, 1/2-ton, 4×4, pickup, open cab, w/ bucket seats                               | Dodge Brothers Company, Model VC-5 |                                             |  |
| 505                              | Truck, 1/2-ton, 4×4, carryall                                                        | Dodge Brothers Company, Model VC-6 |                                             |  |
| 505                              | Truck, 1/2-ton, 4×4, express, closed cab, long. seats                                | Dodge Brothers Company, Model WC-1 |                                             |  |
| 505                              | Truck, 1/2-ton, 4×4, express, open cab, (weapon carrier)                             | Dodge Brothers Company, Model WC-3 |                                             |  |
| 505                              | Truck, 1/2-ton, 4×4, express, open cab, w/ winch (weapon carrier)                    | Dodge Brothers Company, Model WC-4 |                                             |  |
| 505                              | Truck, 1/2-ton, 4×4, express, closed cab, no seats, emergency repair                 | Dodge Brothers Company, Model WC-5 |                                             |  |
| 505                              | Truck, 1/2-ton, 4×4, command reconnaissance                                          | Dodge Brothers Company, Model WC-6 |                                             |  |
| 505                              | Truck, 1/2-ton, 4×4, command reconnaissance, w/ winch                                | Dodge Brothers Company, Model WC-7 |                                             |  |
| 505                              | Truck, 1/2-ton, 4×4, radio reconnaissance                                            | Dodge Brothers Company, Model WC-8 |                                             |  |
| 505                              | Truck, 1/2-ton, 4×4, ambulance                                                       | Dodge Brothers Company, Model WC-9 |                                             |  |
| 505                              | Truck, 1/2-ton, 4×4, carryall                                                        | Dodge Brothers Company, Model WC-10 |                                             |  |
| 505                              | Truck, 1/2-ton, 4×4, panel                                                           | Dodge Brothers Company, Model WC-11 |                                             |  |
| 505                              | Truck, 1/2-ton, 4×4, pickup, express, closed cab                                     | Dodge Brothers Company, Model WC-12 |                                             |  |
| 505                              | Truck, 1/2-ton, 4×4, pickup, open cab                                                | Dodge Brothers Company, Model WC-13 |                                             |  |
| 505                              | Truck, 1/2-ton, 4×4, pickup, closed cab, w/ bullet sealing tubes (emergency repair)  | Dodge Brothers Company, Model WC-14 |                                             |  |
| 505                              | Truck, 1/2-ton, 4×4, command reconnaissance                                          | Dodge Brothers Company, Model WC-15 |                                             |  |
| 505                              | Truck, 1/2-ton, 4×4, radio reconnaissance                                            | Dodge Brothers Company, Model WC-16 |                                             |  |
| 505                              | Truck, 1/2-ton, 4×4, carryall                                                        | Dodge Brothers Company, Model WC-17 |                                             |  |
| 505                              | Truck, 1/2-ton, 4×4, ambulance                                                       | DodDodge Brothers Companyge, Model WC-18 |                                             |  |
| 505                              | Truck, 1/2-ton, 4×4, panel                                                           | Dodge Brothers Company, Model WC-19 |                                             |  |
| 505                              | Truck, 1/2-ton, 4×4, chassis, closed cab                                             | Dodge Brothers Company, Model WC-20 |                                             |  |
| 505                              | Truck, 1/2-ton, 4×4, pickup, open cab (weapon carrier)                               | Dodge Brothers Company, Model WC-21 |                                             |  |
| 505                              | Truck, 1/2-ton, 4×4, express, open cab (weapon carrier)                              | Dodge Brothers Company, Model WC-21 |                                             |  |
| 505                              | Truck, 1/2-ton, 4×4, pickup, open cab, w/ winch (weapon carrier)                     | Dodge Brothers Company, Model WC-22 |                                             |  |
| 505                              | Truck, 1/2-ton, 4×4, command reconnaissance                                          | Dodge Brothers Company, Model WC-23 |                                             |  |
| 505                              | Truck, 1/2-ton, 4×4, command reconnaissance, w/ winch                                | Dodge Brothers Company, Model WC-24 |                                             |  |
| 505                              | Truck, 1/2-ton, 4×4, radio reconnaissance                                            | Dodge Brothers Company, Model WC-25 |                                             |  |
| 505                              | Truck, 1/2-ton, 4×4, carryall                                                        | Dodge Brothers Company, Model WC-26 |                                             |  |
| 505                              | Truck, 1/2-ton, 4×4, ambulance                                                       | Dodge Brothers Company, Model WC-27 |                                             |  |
| 505                              | Truck, 1/2-ton, 4×4, pickup, closed cab, emergency repair                            | Dodge Brothers Company, Model WC-40 |                                             |  |
| 505                              | Truck, 1/2-ton, 4×4, chassis, closed cab                                             | Dodge Brothers Company, Model WC-41 |                                             |  |
| 505                              | Truck, 1/2-ton, 4×4, chassis, emergency repair                                       | Dodge Brothers Company, Model WC-41 |                                             |  |
| 505                              | Truck, 1/2-ton, 4×4, panel radio                                                     | Dodge Brothers Company, Model WC-42 |                                             |  |
| 505                              | Truck, 1/2-ton, 4×4, telephone maintenence                                           | Dodge Brothers Company, Model WC-43 |                                             |  |
| 506                              | Truck, 1 1/2-ton, 4×4, combination stake and platform, C.O.E.                        | Chevrolet, Model G-4103-YX |                                             |  |
| 506                              | Truck, 1 1/2-ton, 4×4, combination stake and platform, C.O.E. (K-33)                 | Chevrolet, Model G-4103-YX |                                             |  |
| 506                              | Truck, 1 1/2-ton, 4×4, combination stake and platform, C.O.E. (K-54)                 | Chevrolet, Model G-4103-YX |                                             |  |
| 506                              | Truck, 1 1/2-ton, 4×4, panel                                                         | Chevrolet, Model G-4105-ZP |                                             |  |
| 506                              | Truck, 1 1/2-ton, 4×4, airfield service                                              | Chevrolet, Model G-4112-YP |                                             |  |
| 506                              | Truck, 1 1/2-ton, 4×4, cargo                                                         | Chevrolet, Model G-4112-YP |                                             |  |
| 506                              | Truck, 1 1/2-ton, 4×4, dump                                                          | Chevrolet, Model G-4112-YP |                                             |  |
| 506                              | Truck, 1 1/2-ton, 4×4, panel                                                         | Chevrolet, Model G-4112-YP |                                             |  |
| 506                              | Truck, 1 1/2-ton, 4×4, telephone maintenance, w/ winch and earth borer               | Chevrolet, Model G-4112-YP |                                             |  |
| 506                              | Truck, 1 1/2-ton, 4×4, tractor                                                       | Chevrolet, Model G-4112-YP |                                             |  |
| 506                              | Truck, 1 1/2-ton, 4×4, cargo, long wheelbase                                         | Chevrolet, Model G-4112-YQ |                                             |  |
| 506                              | Truck, 1 1/2-ton, 4×4, crash truck                                                   | Chevrolet, Model G-4112-ZP |                                             |  |
| 506                              | Truck, 1 1/2-ton, 4×4, chassis, w/ cab                                               | Chevrolet, Model G-4113-ZP |                                             |  |
| 506                              | Truck, 1 1/2-ton, 4×4, dump                                                          | Chevrolet, Model G-4152-ZP |                                             |  |
| 506                              | Truck, 1 1/2-ton, 4×4, dump, w/ winch                                                | Chevrolet, Model G-4162-ZP |                                             |  |
| 506                              | Truck, 1 1/2-ton, 4×4, cargo, w/ winch                                               | Chevrolet, Model G-4163-ZP |                                             |  |
| 506                              | Truck, 1 1/2-ton, 4×4, tractor                                                       | Chevrolet, Model G-4165-ZP |                                             |  |
| 506                              | Truck, 1 1/2-ton, 4×4, cargo, 175-inch wheelbase                                     | Chevrolet, Model G-4174-ZP |                                             |  |
| 506                              | Truck, 1 1/2-ton, 4×4, chassis, w/ cab                                               | Chevrolet, Model G-7103-NE |                                             |  |
| 506                              | Truck, 1 1/2-ton, 4×4, panel                                                         | Chevrolet, Model G-7105-NG |                                             |  |
| 506                              | Truck, 1 1/2-ton, 4×4, dump                                                          | Chevrolet, Model G-7106-NH |                                             |  |
| 506                              | Truck, 1 1/2-ton, 4×4, cargo                                                         | Chevrolet, Model G-7107-NJ |                                             |  |
| 506                              | Truck, 1 1/2-ton, 4×4, tractor                                                       | Chevrolet, Model G-7113-NK |                                             |  |
| 506                              | Truck, 1 1/2-ton, 4×4, dump w/ winch                                                 | Chevrolet, Model G-7116-NL |                                             |  |
| 506                              | Truck, 1 1/2-ton, 4×4, cargo, w/ winch                                               | Chevrolet, Model G-7117-NM |                                             |  |
| 506                              | Truck, 1 1/2-ton, 4×4, combination stake and platform, C.O.E.                        | Chevrolet, Model G-7123-NN |                                             |  |
| 506                              | Truck, 1 1/2-ton, 4×4, cargo, long wheelbase                                         | Chevrolet, Model G-7127 |                                             |  |
| 506                              | Truck, 1 1/2-ton, 4×4, airfield crash                                                | Chevrolet, Model G-7133-NZ |                                             |  |
| 506                              | Truck, 1 1/2-ton, 4×4, telephone maintenance, w/ winch and earth borer               | Chevrolet, Model G-7163-NR |                                             |  |
| 506                              | Truck, 1 1/2-ton, 4×4, telephone maintenance, w/ winch (K-42 / K-43)                 | Chevrolet, Model G-7173-NS |                                             |  |
| 506                              | Truck, 1 1/2-ton, 4×4, turret trainer, type E-5                                      | Chevrolet |                                             |  |
| 506                              | Truck, 1 1/2-ton, 4×4, field lightning (J-3 / J-4)                                   | Chevrolet |                                             |  |
| 506                              | Truck, 1 1/2-ton, 4×4, field lightning (J-5)                                         | Chevrolet |                                             |  |
| 506                              | Truck, 1 1/2-ton, 4×4, fire, class 135                                               | Chevrolet |                                             |  |
| 506                              | Truck, 1 1/2-ton, 4×4, fire, class 300                                               | Chevrolet |                                             |  |
| 506                              | Truck, 1 1/2-ton, 4×4, fire, class 525                                               | Chevrolet |                                             |  |
| 507                              | Truck, 1 1/2-ton, 6×6, personnel and cargo                                           | Dodge Brothers Company, Model WC-62 (T223) |                                             |  |
| 507                              | Truck, 1 1/2-ton, 6×6, personnel and cargo                                           | Dodge Brothers Company, Model WC-63 (T223) |                                             |  |
| 508                              | Truck, 2 1/2-ton, 6x4, cargo, stake and platform                                     | GMC, Model CCW-353 (1941) |                                             |  |
| 508                              | Truck, 2 1/2-ton, 6x4, cargo                                                         | GMC, Model CCW-353 (1942) |                                             |  |
| 508                              | Truck, 2 1/2-ton, 6x6, cargo                                                         | GMC, Model ACKWX-353 |                                             |  |
| 508                              | Truck, 2 1/2-ton, 6x6, chassis                                                       | GMC, Model ACKWX-353 |                                             |  |
| 508                              | Truck, 2 1/2-ton, 6x6, stock rack                                                    | GMC, Model ACKWX-353 |                                             |  |
| 508                              | Truck, 2 1/2-ton, 6x6, wrecker                                                       | GMC, Model ACKWX-353 |                                             |  |
| 508                              | Truck, 2 1/2-ton, 6x6, cargo, C.O.E                                                  | GMC, Model AFKW-353 |                                             |  |
| 508                              | Truck, 2 1/2-ton, 6x6, cargo, C.O.E                                                  | GMC, Model AFKWX-353 |                                             |  |
| 508                              | Truck, 2 1/2-ton, 6x6, short wheelbase, cargo, w/o winch                             | GMC, Model CCKW-352 |                                             |  |
| 508                              | Truck, 2 1/2-ton, 6x6, short wheelbase, cargo, w/ winch, closed cab                  | GMC, Model CCKW-352 |                                             |  |
| 508                              | Truck, 2 1/2-ton, 6x6, short wheelbase, cargo, w/ winch, open cab                    | GMC, Model CCKW-352 |                                             |  |
| 508                              | Truck, 2 1/2-ton, 6x6, long wheelbase, air compressor, closed cab                    | GMC, Model CCKW-353 |                                             |  |
| 508                              | Truck, 2 1/2-ton, 6x6, long wheelbase, air compressor, open cab                      | GMC, Model CCKW-353 |                                             |  |
| 508                              | Truck, 2 1/2-ton, 6×6, long wheelbase, bomb service, M27 / M27B1                     | GMC, Model CCKW-353 |                                             |  |
| 508                              | Truck, 2 1/2-ton, 6x6, long wheelbase, cargo, w/o winch, closed cab                  | GMC, Model CCKW-353 |                                             |  |
| 508                              | Truck, 2 1/2-ton, 6x6, long wheelbase, cargo, w/o winch, open cab                    | GMC, Model CCKW-353 |                                             |  |
| 508                              | Truck, 2 1/2-ton, 6x6, long wheelbase, cargo, w/ winch, closed cab                   | GMC, Model CCKW-353 |                                             |  |
| 508                              | Truck, 2 1/2-ton, 6x6, long wheelbase, cargo, w/ winch, open cab                     | GMC, Model CCKW-353 |                                             |  |
| 508                              | Truck, 2 1/2-ton, 6x6, long wheelbase, chassis                                       | GMC, Model CCKW-353 |                                             |  |
| 508                              | Truck, 2 1/2-ton, 6×6, long wheelbase, chemical service, M1                          | GMC, Model CCKW-353 |                                             |  |
| 508                              | Truck, 2 1/2-ton, 6×6, long wheelbase, decontaminating                               | GMC, Model CCKW-353 |                                             |  |
| 508                              | Truck, 2 1/2-ton, 6×6, long wheelbase, dental operating, open cab                    | GMC, Model CCKW-353 |                                             |  |
| 508                              | Truck, 2 1/2-ton, 6x6, long wheelbase, dump                                          | GMC, Model CCKW-353 |                                             |  |
| 508                              | Truck, 2 1/2-ton, 6x6, long wheelbase, fire, class 530, open cab                     | GMC, Model CCKW-353 |                                             |  |
| 508                              | Truck, 2 1/2-ton, 6x6, long wheelbase, fuel tank, closed cab                         | GMC, Model CCKW-353 |                                             |  |
| 508                              | Truck, 2 1/2-ton, 6x6, long wheelbase, fuel tank, open cab                           | GMC, Model CCKW-353 |                                             |  |
| 508                              | Truck, 2 1/2-ton, 6x6, long wheelbase, map reproduction                              | GMC, Model CCKW-353 |                                             |  |
| 508                              | Truck, 2 1/2-ton, 6x6, long wheelbase, repair shop                                   | GMC, Model CCKW-353 |                                             |  |
| 508                              | Truck, 2 1/2-ton, 6x6, long wheelbase, shop van                                      | GMC, Model CCKW-353 |                                             |  |
| 508                              | Truck, 2 1/2-ton, 6x6, long wheelbase, special ambulance                             | GMC, Model CCKW-353 |                                             |  |
| 508                              | Truck, 2 1/2-ton, 6x6, long wheelbase, stock rack                                    | GMC, Model CCKW-353 |                                             |  |
| 508                              | Truck, 2 1/2-ton, 6x6, long wheelbase, oil servicing                                 | GMC, Model CCKW-353 |                                             |  |
| 508                              | Truck, 2 1/2-ton, 6×6, long wheelbase, pipeline equipment, closed cab                | GMC, Model CCKW-353 |                                             |  |
| 508                              | Truck, 2 1/2-ton, 6×6, long wheelbase, surgical, open cab                            | GMC, Model CCKW-353 |                                             |  |
| 508                              | Truck, 2 1/2-ton, 6x6, long wheelbase, water purification                            | GMC, Model CCKW-353 |                                             |  |
| 508                              | Truck, 2 1/2-ton, 6x6, long wheelbase, water tank, closed cab                        | GMC, Model CCKW-353 |                                             |  |
| 508                              | Truck, 2 1/2-ton, 6x6, long wheelbase, water tank, open cab                          | GMC, Model CCKW-353 |                                             |  |
| 508                              | Truck, 2 1/2-ton, 6x6, long wheelbase, wrecker                                       | GMC, Model CCKW-353 |                                             |  |
| 508                              | Truck, 2 1/2-ton, 6×6, long wheelbase, van, closed cab (K-60)                        | GMC, Model CCKW-353 |                                             |  |
| 508                              | Truck, 2 1/2-ton, 6×6, long wheelbase, van, open cab (K-53)                          | GMC, Model CCKW-353 |                                             |  |
| 508                              | Truck, 2 1/2-ton, 6×6, long wheelbase, van type body, high lift, open cab            | GMC, Model CCKW-353 |                                             |  |
| 508                              | Truck, 2 1/2-ton, 6x6, long wheelbase, chassis, w/ winch                             | GMC, Model CCKWX-353 |                                             |  |
| 508                              | Truck, 2 1/2-ton, 6x6, long wheelbase, cargo                                         | GMC, Model CCKWX-353 |                                             |  |
| 508                              | Truck, 2 1/2-ton, 6x6, long wheelbase, dump                                          | GMC, Model CCKWX-353 |                                             |  |
| 508                              | Truck, 2 1/2-ton, 6x6, long wheelbase, water purification                            | GMC, Model CCKWX-353 |                                             |  |
| 508                              | Truck, 2 1/2-ton, 6x6, long wheelbase, wrecker                                       | GMC, Model CCKWX-353 |                                             |  |
| 509                              | Truck, 4-ton, 6x6, cargo, w/ winch                                                   | Diamond T, Model 967 |                                             |  |
| 509                              | Truck, 4-ton, 6x6, cargo, w/ winch                                                   | Diamond T, Model 968 |                                             |  |
| 509                              | Truck, 4-ton, 6x6, cargo                                                             | Diamond T, Model 968A |                                             |  |
| 509                              | Truck, 4-ton, 6x6, chassis                                                           | Diamond T, Model 968A |                                             |  |
| 509                              | Truck, 4-ton, 6x6, cargo                                                             | Diamond T, Model 968B |                                             |  |
| 509                              | Truck, 4-ton, 6x6, wrecker, closed cab                                               | Diamond T, Model 969 |                                             |  |
| 509                              | Truck, 4-ton, 6x6, wrecker, open cab                                                 | Diamond T, Model 969 |                                             |  |
| 509                              | Truck, 4-ton, 6x6, wrecker, closed cab                                               | Diamond T, Model 969A |                                             |  |
| 509                              | Truck, 4-ton, 6x6, wrecker, open cab                                                 | Diamond T, Model 969A |                                             |  |
| 509                              | Truck, 4-ton, 6x6, wrecker                                                           | Diamond T, Model 969B |                                             |  |
| 509                              | Truck, 4-ton, 6x6, ponton, w/ winch                                                  | Diamond T, Model 970 |                                             |  |
| 509                              | Truck, 4-ton, 6x6, ponton                                                            | Diamond T, Model 970A |                                             |  |
| 509                              | Truck, 4-ton, 6x6, dump                                                              | Diamond T, Model 972 |                                             |  |
| 509                              | Truck, 4-ton, 6x6, distributor, asphalt                                              | Diamond T |                                             |  |
| 509                              | Truck, 4-ton, 6x6, distributor, water                                                | Diamond T |                                             |  |
| 509                              | Truck, 4-ton, 6x6, flat bed                                                          | Diamond T |                                             |  |
| 509                              | Truck, 4-ton, 6x6, truck-tractor                                                     | Diamond T |                                             |  |
| 509                              | Truck, 4-ton, 6x6, van, map reproduction equipment                                   | Diamond T |                                             |  |
| 510                              | Truck, 4- to 5-ton, 4x4, C.O.E., tractor, closed cab                                 | Autocar, Model U-7144-T |                                             |  |
| 510                              | Truck, 4- to 5-ton, 4x4, C.O.E., tractor, open cab                                   | Autocar, Model U-7144-T |                                             |  |
| 511                              | Truck, 5- to 6-ton, 4×4, C.O.E., ponton tractor, closed cab                          | Autocar, Model U-8144-T |                                             |  |
| 511                              | Truck, 5- to 6-ton, 4×4, C.O.E., ponton tractor, open cab                            | Autocar, Model U-8144-T |                                             |  |
| 511                              | Truck, 5- to 6-ton, 4×4, C.O.E., tractor, w/ winch                                   | Autocar, Model U-8144-T |                                             |  |
| 511                              | Truck, 5- to 6-ton, 4×4, C.O.E., van                                                 | Autocar, Model U-8144 |                                             |  |
| 511                              | Truck, 5- to 6-ton, 4×4, C.O.E., wood body, soft top cab                             | Autocar, Model U-8144 |                                             |  |
| 512                              | Truck, 6-ton, 6x6, cargo                                                             | Corbitt Company, Model 50SD6 |                                             |  |
| 512                              | Truck, 6-ton, 6x6, chassis                                                           | Corbitt Company, Model 50SD6 |                                             |  |
| 512                              | Truck, 6-ton, 6x6, gas tank, 2000 gal.                                               | Corbitt Company, Model 50SD6 |                                             |  |
| 512                              | Truck, 6-ton, 6x6, prime mover                                                       | Corbitt Company, Model 50SD6 |                                             |  |
| 512                              | Truck, 6-ton, 6x6, tractor                                                           | Corbitt Company, Model 50SD6 |                                             |  |
| 512                              | Truck, 6-ton, 6x6, van                                                               | Corbitt Company, Model 50SD6 |                                             |  |
| 513                              | Truck, 4- to 5-ton, 4×4, C.O.E., tractor                                             | Federal, Model 94×43A |                                             |  |
| 513                              | Truck, 4- to 5-ton, 4×4, C.O.E., tractor                                             | Federal, Model 94×43B |                                             |  |
| 513                              | Truck, 4- to 5-ton, 4×4, C.O.E., tractor                                             | Federal, Model 94×43C |                                             |  |
| 514                              | Truck, 6-ton, 6x6, cargo                                                             | White Motor Company, Model 666 |                                             |  |
| 514                              | Truck, 6-ton, 6x6, chassis                                                           | White Motor Company, Model 666 |                                             |  |
| 514                              | Truck, 6-ton, 6x6, gas tank, 2000 gal.                                               | White Motor Company, Model 666 |                                             |  |
| 514                              | Truck, 6-ton, 6x6, prime mover                                                       | White Motor Company, Model 666 |                                             |  |
| 514                              | Truck, 6-ton, 6x6, tractor                                                           | White Motor Company, Model 666 |                                             |  |
| 514                              | Truck, 6-ton, 6x6, van                                                               | White Motor Company, Model 666 |                                             |  |
| 514                              | 515                                                                                  | Trailer, 1/2-ton payload, 2-wheel, cargo, van | A. J. Miller (Auto Cruiser Trailer Company) |  |
| 516                              | Trailer, 1/2-ton payload, 4-wheel, tandem axle, mobile command post                  | A. J. Miller (Auto Cruiser Trailer Company), Model CP-1                                                                                                |                                             |  |
| 517                              | Trailer, 1-ton payload, 4-ton gross, 2-wheel, communications                         | A. J. Miller (Auto Cruiser Trailer Company), Model K-19 Special                                                                                        |                                             |  |
| 518                              | Trailer, 1-ton payload, 2-wheel, antenna mount, V1-15/T                              | Superior Coach Corporation |                                             |  |
| 518                              | Trailer, 1-ton payload, 2-wheel, cargo                                               | American Bantam |                                             |  |
| 518                              | Trailer, 1-ton payload, 2-wheel, cargo                                               | American Scheetmetal |                                             |  |
| 518                              | Trailer, 1-ton payload, 2-wheel, cargo                                               | Ben Hur, Model 41-33 |                                             |  |
| 518                              | Trailer, 1-ton payload, 2-wheel, cargo                                               | Ben Hur, Model 41-120 |                                             |  |
| 518                              | Trailer, 1-ton payload, 2-wheel, cargo                                               | Ben Hur, Model Lavine G 40-17 |                                             |  |
| 518                              | Trailer, 1-ton payload, 2-wheel, cargo                                               | Century Boat Works |                                             |  |
| 518                              | Trailer, 1-ton payload, 2-wheel, cargo                                               | Checker, Model CC-5 |                                             |  |
| 518                              | Trailer, 1-ton payload, 2-wheel, cargo                                               | Dorsey |                                             |  |
| 518                              | Trailer, 1-ton payload, 2-wheel, cargo                                               | Gerstenslager, Model A |                                             |  |
| 518                              | Trailer, 1-ton payload, 2-wheel, cargo                                               | Henney |                                             |  |
| 518                              | Trailer, 1-ton payload, 2-wheel, cargo                                               | Hercules Body |                                             |  |
| 518                              | Trailer, 1-ton payload, 2-wheel, cargo                                               | Highland Body |                                             |  |
| 518                              | Trailer, 1-ton payload, 2-wheel, cargo                                               | Hobbs |                                             |  |
| 518                              | Trailer, 1-ton payload, 2-wheel, cargo                                               | Mifflinburg |                                             |  |
| 518                              | Trailer, 1-ton payload, 2-wheel, cargo                                               | Naborn |                                             |  |
| 518                              | Trailer, 1-ton payload, 2-wheel, cargo                                               | Nash-Kelvinator, Model A |                                             |  |
| 518                              | Trailer, 1-ton payload, 2-wheel, cargo                                               | Olsen |                                             |  |
| 518                              | Trailer, 1-ton payload, 2-wheel, cargo                                               | Omaha Std. Body |                                             |  |
| 518                              | Trailer, 1-ton payload, 2-wheel, cargo                                               | Queen City |                                             |  |
| 518                              | Trailer, 1-ton payload, 2-wheel, cargo                                               | Redman |                                             |  |
| 518                              | Trailer, 1-ton payload, 2-wheel, cargo                                               | Saginaw, Model G-3 |                                             |  |
| 518                              | Trailer, 1-ton payload, 2-wheel, cargo                                               | Steel Products |                                             |  |
| 518                              | Trailer, 1-ton payload, 2-wheel, cargo                                               | Stewart Bennet |                                             |  |
| 518                              | Trailer, 1-ton payload, 2-wheel, cargo                                               | Streich U.S. |                                             |  |
| 518                              | Trailer, 1-ton payload, 2-wheel, cargo                                               | Strick |                                             |  |
| 518                              | Trailer, 1-ton payload, 2-wheel, cargo                                               | Transport Equipment |                                             |  |
| 518                              | Trailer, 1-ton payload, 2-wheel, cargo                                               | Truck Engineering Corporation |                                             |  |
| 518                              | Trailer, 1-ton payload, 2-wheel, cargo                                               | Utility |                                             |  |
| 518                              | Trailer, 1-ton payload, 2-wheel, cargo                                               | Willys-Overland |                                             |  |
| 518                              | Trailer, 1-ton payload, 2-wheel, cargo                                               | Winter-Weiss |                                             |  |
| 519                              | Bicycle, military, men's, M305                                                       | Westfield, Serie MF und MG |                                             |  |
| Bicycle, military, women's, M306 | Westfield, Serie MF und MG                                                           | |                                             |  |
| 520                              | Car, 5-passenger, light sedan, 4-door                                                | Chevrolet, Model KB |                                             |  |
| 520                              | Car, 5-passenger, light sedan, 4-door                                                | Chevrolet, Model 1503-AG |                                             |  |
| 520                              | Car, 5-passenger, light sedan, 4-door                                                | Chevrolet, Model 1503-BG |                                             |  |
| 520                              | Car, 5-passenger, light sedan, 4-door                                                | Chevrolet, Model 1503-GJ |                                             |  |
| 520                              | Car, 5-passenger, light sedan, 4-door                                                | Chevrolet, Model 1553-GJ |                                             |  |
| 521                              | Car, 5-passenger, light sedan                                                        | Plymouth, Model P9 |                                             |  |
| 521                              | Car, 5-passenger, light sedan                                                        | Plymouth, Model P11 |                                             |  |
| 521                              | Car, 5-passenger, light sedan                                                        | Plymouth, Model P12 |                                             |  |
| 521                              | Car, 5-passenger, light sedan                                                        | Plymouth, Model P14 |                                             |  |
| 521                              | Car, 5-passenger, light sedan                                                        | Plymouth, Model P15S |                                             |  |
| 521                              | Car, 5-passenger, light sedan                                                        | Plymouth, Model P18 |                                             |  |
| 522                              | Car, 5-passenger, sedan                                                              | Ford, Model O1A |                                             |  |
| 522                              | Car, 5-passenger, sedan                                                              | Ford, Model 1GA73A |                                             |  |
| 522                              | Car, 5-passenger, sedan                                                              | Ford, Model 11A73A / 11A73B / 11A73C |                                             |  |
| 522                              | Car, 5-passenger, sedan                                                              | Ford, Model 2GA73A / 2GA73B / 2GA73C |                                             |  |
| 522                              | Car, 5-passenger, sedan                                                              | Ford, Model 21A73A / 21A73B / 21A73C |                                             |  |
| 522                              | Car, 5-passenger, sedan                                                              | Ford, Model 98HA |                                             |  |
| 523                              | Motorcycle, chain drive, solo                                                        | Harley-Davidson, Model 40 WLA |                                             |  |
| 523                              | Motorcycle, chain drive, solo, 45-cu. in.                                            | Harley-Davidson, Model 40 WLA |                                             |  |
| 523                              | Motorcycle, chain drive, solo, 74-cu. in.                                            | Harley-Davidson, Model 40 UA |                                             |  |
| 523                              | Motorcycle, chain drive, side car                                                    | Harley-Davidson, Model 40 LE |                                             |  |
| 523                              | Motorcycle, chain drive, solo                                                        | Harley-Davidson, Model 41 WLA |                                             |  |
| 523                              | Motorcycle, chain drive, solo, 45-cu. in.                                            | Harley-Davidson, Model 41-42 WLA |                                             |  |
| 523                              | Motorcycle, chain drive, twin solo, 45-cu. in.                                       | Harley-Davidson, Model 40-41 WLA |                                             |  |
| 523                              | Motorcycle, chain drive, solo                                                        | Harley-Davidson, Model 42 WLA |                                             |  |
| 524                              | Motorcycle, chain drive, w/ side car                                                 | Indian Motorcycle Company, Model 340 |                                             |  |
| 524                              | Motorcycle, chain drive, solo                                                        | Indian, Model 340B |                                             |  |
| 524                              | Motorcycle, chain drive, solo, 45-cu. in.                                            | Indian, Model 640 |                                             |  |
| 524                              | Motorcycle, chain drive, solo, 45-cu. in.                                            | Indian, Model 640B |                                             |  |
| 524                              | Motorcycle, chain drive, solo                                                        | Indian, Model 741B |                                             |  |
| 525                              | Semitrailer, 6-ton payload, 10 1/2-ton gross, 2-wheel, combination animal and cargo  | Highway, Model SKD-1815 |                                             |  |
| 525                              | Semitrailer, 6-ton payload, 10 1/2-ton gross, 2-wheel, van                           | Highway, Model SKD-2215 |                                             |  |
| 526                              | Truck, 6-ton, 6x6, cargo, open cab                                                   | White Motor Company, Model 666 |                                             |  |
| 527                              | Trailer, 1-ton payload, 2-wheel, water tank, 250 gal.                                | Ben Hur, Model KWT |                                             |  |
| 527                              | Trailer, 1-ton payload, 2-wheel, water tank, 250-gal.                                | Checker, Model CC-1 |                                             |  |
| 527                              | Trailer, 1-ton payload, 2-wheel, water tank, 250-gal.                                | Checker, Model CC-1A |                                             |  |
| 527                              | Trailer, 1-ton payload, 2-wheel, water tank, 250-gal.                                | Checker, Model CC-1B |                                             |  |
| 527                              | Trailer, 1-ton payload, 2-wheel, water tank, 250-gal.                                | Checker, Model CC-1C |                                             |  |
| 527                              | Trailer, 1-ton payload, 2-wheel, water tank, 250-gal.                                | Springfield Wagon and Trailer, Model SWT (T1-250) |                                             |  |
| 527                              | Trailer, 1-ton payload, 2-wheel, water tank, 250-gal.                                | City Tank |                                             |  |
| 527                              | Trailer, 1-ton payload, 2-wheel, water tank, 250-gal.                                | David Welding |                                             |  |
| 527                              | Trailer, 1-ton payload, 2-wheel, water tank, 250-gal.                                | Fayette, Model 25 |                                             |  |
| 527                              | Trailer, 1-ton payload, 2-wheel, water tank, 250-gal.                                | Lavine, Model KWT |                                             |  |
| 528                              | Truck, 10-ton, 6x4, cargo, tank                                                      | Mack, Model NR |                                             |  |
| 528                              | Truck, 10-ton, 6x4, cargo                                                            | Mack, Model N6 |                                             |  |
| 528                              | Truck, 10-ton, 6x4, cargo                                                            | Mack, Model N7 |                                             |  |
| 528                              | Truck, 10-ton, 6x4, cargo                                                            | Mack, Model N8 |                                             |  |
| 528                              | Truck, 10-ton, 6x4, cargo                                                            | Mack, Model N9 |                                             |  |
| 528                              | Truck, 10-ton, 6x4, cargo                                                            | Mack, Model N10 |                                             |  |
| 529                              | Trailer, 1/4-ton payload, 2-wheel, cargo                                             | A Black |                                             |  |
| 529                              | Trailer, 1/4-ton payload, 2-wheel, cargo                                             | American Bantam Car Company, Model T-3 |                                             |  |
| 529                              | Trailer, 1/4-ton payload, 2-wheel, cargo                                             | Checker Cab |                                             |  |
| 529                              | Trailer, 1/4-ton payload, 2-wheel, cargo                                             | Converto |                                             |  |
| 529                              | Trailer, 1/4-ton payload, 2-wheel, cargo                                             | Fruehauf Trailer Company |                                             |  |
| 529                              | Trailer, 1/4-ton payload, 2-wheel, cargo                                             | Pacific Car |                                             |  |
| 529                              | Trailer, 1/4-ton payload, 2-wheel, cargo                                             | Springfield |                                             |  |
| 529                              | Trailer, 1/4-ton payload, 2-wheel, cargo                                             | Strick |                                             |  |
| 529                              | Trailer, 1/4-ton payload, 2-wheel, cargo                                             | Transportation Equipment |                                             |  |
| 529                              | Trailer, 1/4-ton payload, 2-wheel, cargo                                             | Utility |                                             |  |
| 529                              | Trailer, 1/4-ton payload, 2-wheel, cargo                                             | Willys-Overland Motors, Model MBT, Amphibian |                                             |  |
| 529                              | Trailer, 1/4-ton payload, 2-wheel, telephone cable splicer                           | York Hoover Body Corporation, Model K-38 |                                             |  |
| 530                              | Semitrailer 3 1/2-ton payload, 6-ton gross, 2-wheel, combination stake and platform  | Black Diamond, Model T-118 |                                             |  |
| 530                              | Semitrailer 3 1/2-ton payload, 6-ton gross, 2-wheel, combination stake and platform  | Black Diamond, Model T-118-A |                                             |  |
| 531                              | Truck, 4-ton, 4x4, cargo                                                             | Four Wheel Drive Company, Model HAR-1 |                                             |  |
| 532                              | Truck, 7 1/2-ton, 6x6, prime mover                                                   | Mack, Model NO |                                             |  |
| 533                              | Bus, 5- to 6-ton, 4×2, 37-passenger                                                  | Mack, Model EH |                                             |  |
| 533                              | Truck, 5-ton, 4x2, chassis, conventional cab                                         | Mack, Model EH |                                             |  |
| 533                              | Truck, 5-ton, 4x2, cargo                                                             | Mack, Model EH |                                             |  |
| 533                              | Truck, 5-ton, 4x2, chassis and cab                                                   | Mack, Model EHT |                                             |  |
| 533                              | Truck, 5-ton, 4x2, tractor, conventional cab                                         | Mack, Model EHT |                                             |  |
| 533                              | Truck, 5-ton, 4x2, chassis, C.O.E.                                                   | Mack, Model EHU |                                             |  |
| 533                              | Truck, 5-ton, 4x2, tractor, C.O.E.                                                   | Mack, Model EHUT |                                             |  |
| 533                              | Truck, 5-ton, 4x2, tractor                                                           | Mack Manufacturing Corporation, Model EMUT |                                             |  |
| 534                              | Semitrailer, 6-ton payload, 10-ton gross, 2-wheel, van, textile repair van           | Carter Manufacturing Company, Model C-15-531 D |                                             |  |
| 534                              | Semitrailer, 6-ton payload, 10-ton gross, 2-wheel, van, special convertible van      | Carter Manufacturing Company, Model C-15-531 DR |                                             |  |
| 535                              | Truck, 6-ton, 6x6, prime mover, w/o winch                                            | Mack, Model NM-1 |                                             |  |
| 535                              | Truck, 6-ton, 6x6, prime mover, w/ winch                                             | Mack, Model NM-1 |                                             |  |
| 535                              | Truck, 6-ton, 6x6, prime mover, w/o winch                                            | Mack, Model NM-2 |                                             |  |
| 535                              | Truck, 6-ton, 6x6, prime mover, w/ winch                                             | Mack, Model NM-2 |                                             |  |
| 535                              | Truck, 6-ton, 6x6, prime mover, w/o winch                                            | Mack, Model NM-3 |                                             |  |
| 535                              | Truck, 6-ton, 6x6, prime mover, w/ winch                                             | Mack, Model NM-3 |                                             |  |
| 535                              | Truck, 6-ton, 6x6, prime mover, w/o winch                                            | Mack, Model NM-5 |                                             |  |
| 535                              | Truck, 6-ton, 6x6, prime mover, w/ winch                                             | Mack, Model NM-5 |                                             |  |
| 536                              | Truck, 5-ton, tractor                                                                | Autocar Company |                                             |  |
| 537                              | Trailer, 5- to 6-ton payload, 4-wheel, cargo                                         | Hobbs |                                             |  |
| 538                              | Semitrailer, 6-ton payload, 10-ton gross, laundry van                                | Lufkin, Model D-1346 |                                             |  |
| 539                              | Truck, 2 1/2-ton, 4x2, dump                                                          | Federal Motor Truck Company, Model 2G |                                             |  |
| 539                              | Truck, 2 1/2-ton, 4x2, telephone construction and maintenance                        | Federal Motor Truck Company, Model 2G |                                             |  |
| 540                              | Truck, 1 1/2-ton, 4x2, cargo                                                         | Ford, Model G8T |                                             |  |
| 540                              | Truck, 1 1/2-ton, 4x2, chassis                                                       | Ford, Model G8T |                                             |  |
| 540                              | Truck, 1 1/2-ton, 4x2, combination stake and platform                                | Ford, Model G8T |                                             |  |
| 540                              | Truck, 1 1/2-ton, 4x2, cargo                                                         | Ford, Model O1T |                                             |  |
| 540                              | Truck, 1 1/2-ton, 4x2, dump                                                          | Ford, Model O1T |                                             |  |
| 540                              | Truck, 1 1/2-ton, 4x2, combination stake and platform                                | Ford, Model O1W86 |                                             |  |
| 540                              | Truck, 1 1/2-ton, 4x2, cargo                                                         | Ford, Model 2G8T |                                             |  |
| 540                              | Truck, 1 1/2-ton, 4x2, combination stake and platform                                | Ford, Model 2G8T |                                             |  |
| 540                              | Truck, 1 1/2-ton, 4x2, tractor                                                       | Ford, Model 2G8T |                                             |  |
| 540                              | Truck, 1 1/2-ton, 4x2, combination stake and platform                                | Ford, Model 2GT |                                             |  |
| 540                              | Truck, 1 1/2-ton, 4x2, cargo                                                         | Ford, Model 2GT |                                             |  |
| 540                              | Truck, 1 1/2-ton, 4x2, dump                                                          | Ford, Model 2GT |                                             |  |
| 540                              | Truck, 1 1/2-ton, 4x2, panel                                                         | Ford, Model 2GT |                                             |  |
| 540                              | Truck, 1 1/2-ton, 4x2, tractor                                                       | Ford, Model 2GT |                                             |  |
| 540                              | Truck, 1 1/2-ton, 4x2, combination stake and platform                                | Ford, Model 2GT-86 |                                             |  |
| 540                              | Truck, 1 1/2-ton, 4x2, dump                                                          | Ford, Model 2GT-86 |                                             |  |
| 540                              | Truck, 1 1/2-ton, 4x2, tractor                                                       | Ford, Model 2GT-86 |                                             |  |
| 540                              | Truck, 1 1/2-ton, 4x2, cargo                                                         | Ford, Model 11-T |                                             |  |
| 540                              | Truck, 1 1/2-ton, 4x2, dump                                                          | Ford, Model 11-T-80 |                                             |  |
| 540                              | Truck, 1 1/2-ton, 4x2, combination stake and platform                                | Ford, Model 11-T-80 |                                             |  |
| 540                              | Truck, 1 1/2-ton, 4x2, panel                                                         | Ford, Model 11-W |                                             |  |
| 540                              | Truck, 1 1/2-ton, 4x2, combination stake and platform                                | Ford, Model 018T |                                             |  |
| 540                              | Truck, 1 1/2-ton, 4x2, combination stake and platform                                | Ford, Model 19T |                                             |  |
| 540                              | Truck, 1 1/2-ton, 4x2, platform (firefighting)                                       | Ford, Model 29T80 |                                             |  |
| 540                              | Truck, 1 1/2-ton, 4x2, repair shop, C.O.E.                                           | Ford, Model 29W81 |                                             |  |
| 540                              | Truck, 1 1/2-ton, 4x2, cargo                                                         | Ford, Model 094T |                                             |  |
| 540                              | Truck, 1 1/2-ton, 4x2, bus                                                           | Ford, Model 194T |                                             |  |
| 540                              | Truck, 1 1/2-ton, 4x2, combination stake and platform                                | Ford, Model 218TF |                                             |  |
| 540                              | Truck, 1 1/2-ton, 4x2, panel delivery                                                | Ford, Model 134-inch (W.B.) |                                             |  |
| 540                              | Truck, 1 1/2-ton, 4x2, platform                                                      | Ford, Model 134-inch (W.B.) |                                             |  |
| 540                              | Truck, 1 1/2-ton, 4x2, chassis                                                       | Ford, Model 134-inch (W.B.) |                                             |  |
| 540                              | Truck, 1 1/2-ton, 4x2, chassis, C.O.E.                                               | Ford, Model 134-inch (W.B.) |                                             |  |
| 540                              | Truck, 1 1/2-ton, 4x2, chassis, w/ conventional cab                                  | Ford, Model 134-inch (W.B.) |                                             |  |
| 540                              | Truck, 1 1/2-ton, 4x2, fire, class 135                                               | Ford |                                             |  |
| 540                              | Truck, 1 1/2-ton, 4x2, fire, class 500                                               | Ford |                                             |  |
| 541                              | Bus, 2 1/2-ton, 4×2, 37-passenger                                                    | International Harvester Company, Model K7 |                                             |  |
| 541                              | Truck, 2 1/2-ton, 4×2, cargo                                                         | International Harvester Company, Model K7 |                                             |  |
| 541                              | Truck, 2 1/2-ton, 4×2, chassis                                                       | International Harvester Company, Model K7 |                                             |  |
| 541                              | Truck, 2 1/2-ton, 4×2, dump                                                          | International Harvester Company, Model K7 |                                             |  |
| 541                              | Truck, 2 1/2-ton, 4×2, combination stake and platform                                | International Harvester Company, Model K7 |                                             |  |
| 541                              | Truck, 2 1/2-ton, 4×2, dump                                                          | International Harvester Company, Model KR7 |                                             |  |
| 541                              | Truck, 2 1/2-ton, 4×2, tractor                                                       | International Harvester Company, Model KR7R |                                             |  |
| 541                              | Truck, 2 1/2-ton, 4×2, tractor                                                       | International Harvester Company, Model KR8R |                                             |  |
| 542                              | Truck, 5-ton, 4x2, cargo                                                             | International Harvester Company, Model KR11 |                                             |  |
| 542                              | Truck, 5-ton, 4x2, dump                                                              | International Harvester Company, Model KR11 |                                             |  |
| 542                              | Truck, 5-ton, 4x2, tractor                                                           | International Harvester Company, Model KR11 |                                             |  |
| 543                              | Trailer, 1-ton payload, cargo                                                        | American Bantam |                                             |  |
| 544                              | Semitrailer, 7-ton payload, 1-ton gross, 2-wheel, cargo                              | Black Diamond |                                             |  |
| 544                              | Semitrailer, 7-ton payload, 1-ton gross, 2-wheel, cargo                              | Carter |                                             |  |
| 544                              | Semitrailer, 7-ton payload, 1-ton gross, 2-wheel, cargo                              | Edward Iron Works, Model D-11-B |                                             |  |
| 544                              | Semitrailer, 7-ton payload, 1-ton gross, 2-wheel, cargo                              | Gramm, Model SC-600 |                                             |  |
| 544                              | Semitrailer, 7-ton payload, 1-ton gross, 2-wheel, cargo                              | Highway Trailer Company |                                             |  |
| 544                              | Semitrailer, 7-ton payload, 1-ton gross, 2-wheel, cargo                              | Hyde |                                             |  |
| 544                              | Semitrailer, 7-ton payload, 1-ton gross, 2-wheel, cargo                              | Kentucky |                                             |  |
| 544                              | Semitrailer, 7-ton payload, 1-ton gross, 2-wheel, cargo                              | Lufkin |                                             |  |
| 544                              | Semitrailer, 7-ton payload, 1-ton gross, 2-wheel, cargo                              | Naborn |                                             |  |
| 544                              | Semitrailer, 7-ton payload, 1-ton gross, 2-wheel, cargo                              | Pointer Willamette |                                             |  |
| 544                              | Semitrailer, 7-ton payload, 1-ton gross, 2-wheel, cargo                              | Utility |                                             |  |
| 545                              | Semitrailer, 6-ton payload, 10-ton gross, 2-wheel, van                               | Olson, Model LV-10 |                                             |  |
| 546                              | Semitrailer, 7-ton payload, 10-ton gross, 2-wheel, cargo                             | Naborn, Model GC-1 |                                             |  |
| 547                              | Truck, 6-ton, 6x6, bridge ponton, w/ winch                                           | Brockway Motor Company, Model B666 |                                             |  |
| 547                              | Truck, 6-ton, 6x6, chassis, w/ quickway crane, w/ winch                              | Brockway Motor Company, Model B666 |                                             |  |
| 547                              | Truck, 6-ton, 6x6, firde, class 155                                                  | Brockway Motor Company, Model B666 |                                             |  |
| 548                              | Ambulance 3/4-ton, 4x2, metropolitan                                                 | Cadillac-Superior, Model 51-86 |                                             |  |
| 549                              | Ambulance 3/4-ton, 4x2, metropolitan                                                 | Packard-Henney, Model 4294 HDA |                                             |  |
| 549                              | Ambulance 3/4-ton, 4x2, metropolitan                                                 | Packard-Henney, Model 2213-9 |                                             |  |
| 550                              | Car, 8-passenger, 4×2 (station wagon)                                                | Pontiac, Model Superior 62 |                                             |  |
| 551                              | Scooter, motor, w/ side car                                                          | Cushman, Model 32 |                                             |  |
| 552                              | Truck, 3/4-ton, 4×4, amphibian                                                       | Amphibian Company |                                             |  |
| 553                              | Truck, 1 1/2- to 3-ton, 4×4, C.O.E, auger                                            | GMC, Model CCK 353 |                                             |  |
| 553                              | Truck, 1 1/2- to 3-ton, 4×4, C.O.E, air compresssor                                  | GMC, Model AFKX-352 |                                             |  |
| 553                              | Truck, 1 1/2- to 3-ton, 4×4, C.O.E, arms repair                                      | GMC, Model AFKX-352 |                                             |  |
| 553                              | Truck, 1 1/2- to 3-ton, 4×4, C.O.E, repair shop                                      | GMC, Model AFKX-352 |                                             |  |
| 554                              | Truck, 2 1/2-ton, 4×2, cargo                                                         | Diamond T, Model 614 |                                             |  |
| 554                              | Truck, 2 1/2-ton, 4×2, dump                                                          | Diamond T, Model 614 |                                             |  |
| 554                              | Truck, 2 1/2-ton, 4×2, telephone maintenance                                         | Diamond T, Model 614 |                                             |  |
| 555                              | Truck, 5-ton, 4×2, stake                                                             | Federal, Model 55-T |                                             |  |
| 555                              | Truck, 5-ton, 4×2, combination stake and platform, w/ winch                          | Federal, Model 55-U |                                             |  |
| 555                              | Truck, 5-ton, 4×2, combination stake and platform, w/o winch                         | Federal, Model 55-V |                                             |  |
| 555                              | Truck, 5-ton, 4×2, dump                                                              | Federal, Model 55-W |                                             |  |
| 555                              | Truck, 5-ton, 4×2, dump                                                              | Federal, Model 55-X |                                             |  |
| 555                              | Truck, 5-ton, 4×2, cargo                                                             | Federal, Model 55-Y |                                             |  |
| 555                              | Truck, 5-ton, 4×2, combination stake and platform, w/ winch                          | Federal, Model 55-Z |                                             |  |
| 556                              | Truck, 8-ton, 6×4, tractor                                                           | Corbitt Company, Model 40-SD-6 |                                             |  |
| 557                              | Truck, 10-ton, 4×2, dump                                                             | Mack, Model FG |                                             |  |
| 558                              | Semitrailer, 200-gal., gas tank                                                      | Fruehauf, Model 02-DF Special |                                             |  |
| 559                              | Semitrailer, 2-ton payload, 4-ton gross, 4-wheel, tandem axle, van                   | A. J. Miller (Auto Cruiser Trailer Company), Model K-55                                                                                                |                                             |  |
| 560                              | Semitrailer, 3-ton payload, 6-ton gross, 2-wheel, van                                | Checker, Model CC-3 |                                             |  |
| 560                              | Semitrailer 3 1/2-ton payload, 6-ton gross, 2-wheel, combination stake and platform  | Checker, Model CC-4 |                                             |  |
| 561                              | Semitrailer, 3-ton payload, 2-wheel, van                                             | Gramm, Model DF-40 |                                             |  |
| 562                              | Semitrailer, 3 1/2-ton payload, 2-wheel, combination stake and platform              | Checker, Model CC-4 |                                             |  |
| 563                              | Semitrailer, 3 1/2-ton payload, 6-ton gross, 2-wheel, combination stake and platform | Dorsey, Model D-8 |                                             |  |
| 564                              | Semitrailer, 6-ton gross, 2-wheel, combination stake and platform                    | Hobbs, Model 5DF |                                             |  |
| 564                              | Semitrailer, 6-ton gross, 2-wheel, combination stake and platform                    | Hobbs, Model DF18 |                                             |  |
| 565                              | Semitrailer, 3 1/2-ton payload, 6-ton gross, 2-wheel, combination stake and platform | Kingham Trailer Company, Model H-30-S |                                             |  |
| 566                              | Semitrailer, 3-ton payload, 6-ton gross, 2-wheel, van                                | Truck Engineering, Model 2 SF |                                             |  |
| 567                              | Semitrailer, 3 1/2-ton payloas, 6-ton gross, 2.wheel, combination stake and platform | Utility Trailer Manufacturing Company, Model G-SW-2 |                                             |  |
| 568                              | Semitrailer, 6-ton gross, 2-wheel, combination stake and platform, Winter-Wiess      | Winter-Weiss, Model S-32-W |                                             |  |
| 568                              | Semitrailer, 6-ton gross, 2-wheel, combination stake and platform, Winter-Wiess      | Winter-Weiss, Model S-32-WA |                                             |  |
| 568                              | Semitrailer, 6-ton gross, 2-wheel, combination stake and platform, Winter-Wiess      | Winter-Weiss, Model S-32-WB |                                             |  |
| 569                              | Semitrailer, 6-ton gross, 2-wheel, shoe repair                                       | Gerstenslager, Model W-8120 |                                             |  |
| 570                              | Semitrailer, 3-ton payload, 6-ton gross, 2-wheel, van                                | Carolina, Model M-2-A |                                             |  |
| 571                              | Semitrailer, 3-ton payload, 6-ton gross, 2-wheel, van                                | Steel Products, Model BSV |                                             |  |
| 572                              | Semitrailer, 7-ton gross, 2-wheel, cargo                                             | Highway Trailer Company, Model SKD-2159 |                                             |  |
| 573                              | Semitrailer, 5-ton payload, 2-wheel, clothing repair van                             | Rivers |                                             |  |
| 574                              | Semitrailer, 5-ton payload, 2-wheel, pole                                            | Dorsey, Model L |                                             |  |
| 575                              | Semitrailer, 5-ton payload, 10-ton gross, 2-wheel, refrigerator van                  | American Body, Model DF-73R |                                             |  |
| 575                              | Semitrailer, 5-ton payload, 10-ton gross, 2-wheel, refrigerator van                  | Hyde |                                             |  |
| 575                              | Semitrailer, 5-ton payload, 10-ton gross, 2-wheel, refrigerator van                  | Watson |                                             |  |
| 576                              | Semitrailer, 5-ton payload, 4-wheel, van                                             | Oneonta Linn Corporation, Model K-55 |                                             |  |
| 577                              | Semitrailer, 5-ton payload, 2-wheel, refrigerator van                                | Trailer Company of America, Model TD-42 |                                             |  |
| 578                              | Semitrailer, 8-ton gross, 2-wheel, combination stake and platform                    | Mack, Model ST-20 |                                             |  |
| 579                              | Semitrailer, 3-ton payload, 6-ton gross, 2-wheel, van                                | Gramm |                                             |  |
| 579                              | Semitrailer, 3-ton payload, 6-ton gross, 2-wheel, van                                | Highway, Model SKD-1742-A |                                             |  |
| 579                              | Semitrailer, 3-ton payload, 6-ton gross, 2-wheel, chemical warfare van               | Highway, Model SKD-2043 |                                             |  |
| 579                              | Semitrailer, 3-ton payload, 6-ton gross, 2-wheel, combination stake and platform     | Highway, Model SKD-2030 |                                             |  |
| 579                              | Semitrailer, 3-ton payload, 6-ton gross, 2-wheel, combination stake and platform     | Highway, Model SKD-2267 |                                             |  |
| 579                              | Semitrailer, 3-ton payload, 6-ton gross, 2-wheel, van                                | Highway, Model SKD-2269 |                                             |  |
| 580                              | Semitrailer, 6-ton payload, 2-wheel, combination animal and cargo                    | Trailer Company of America, Model TD-32-G |                                             |  |
| 581                              | Semitrailer, 10-ton gross, 2-wheel, combination atake and platform                   | Fruehauf, Model WLS220S |                                             |  |
| 581                              | Semitrailer, 10-ton gross, 2-wheel, combination atake and platform                   | Fruehauf, Model WLS222 |                                             |  |
| 581                              | Semitrailer, 10-ton gross, 2-wheel, combination atake and platform                   | Fruehauf, Model WLS223 |                                             |  |
| 581                              | Semitrailer, 10-ton gross, 2-wheel, combination atake and platform                   | Fruehauf, Model WLS224 |                                             |  |
| 581                              | Semitrailer, 10-ton gross, 2-wheel, combination atake and platform                   | Fruehauf, Model WLS224S |                                             |  |
| 581                              | Semitrailer, 10-ton gross, 2-wheel, combination atake and platform                   | Fruehauf, Model WLS225 |                                             |  |
| 581                              | Semitrailer, 10-ton gross, 2-wheel, combination atake and platform                   | Fruehauf, Model WLS226 |                                             |  |
| 581                              | Semitrailer, 10-ton gross, 2-wheel, combination atake and platform                   | Fruehauf, Model WLS226S |                                             |  |
| 581                              | Semitrailer, 10-ton gross, 2-wheel, combination atake and platform                   | Fruehauf, Model WLS227 |                                             |  |
| 581                              | Semitrailer, 10-ton gross, 2-wheel, combination atake and platform                   | Fruehauf, Model WLS228S |                                             |  |
| 581                              | Semitrailer, 10-ton gross, 2-wheel, combination atake and platform                   | Fruehauf, Model WLS229 |                                             |  |
| 581                              | Semitrailer, 10-ton gross, 2-wheel, combination atake and platform                   | Fruehauf, Model WLS230S |                                             |  |
| 581                              | Semitrailer, 10-ton gross, 2-wheel, combination atake and platform                   | Springfield, Model 939 |                                             |  |
| 582                              | Semitrailer, 3 1/2-ton payload, 6-ton gross, 2-wheel, combination atake and platform | Strick, Model 300 |                                             |  |
| 582                              | Semitrailer, 3 1/2-ton payload, 6-ton gross, 2-wheel, combination atake and platform | Strick, Model 300-18 |                                             |  |
| 583                              | Semitrailer, 6-ton payload, 2-wheel, copying camera, map reproduction                | Travelcar, Model 20-A |                                             |  |
| 584                              | Semitrailer, 6-ton payload, 10-ton gross, combination stake and platform             | Gramm Motor Truck & Trailer Corporation, Model DF-75                                                                                                   |                                             |  |
| 584                              | Semitrailer, 6-ton payload, 10-ton gross, laundry                                    | Gramm Motor Truck & Trailer Corporation, Model DF-75                                                                                                   |                                             |  |
| 584                              | Semitrailer, 6-ton payload, 10-ton gross, van                                        | Gramm Motor Truck & Trailer Corporation, Model DF-75                                                                                                   |                                             |  |
| 585                              | Motorcycle, shaft drive, solo                                                        | Harley-Davidson, Model 42-XA |                                             |  |
| 586                              | Semitrailer, 10-ton, textile repair van                                              | Gramm Motor and Trailer Company |                                             |  |
| 587                              | Semitrailer, 6-ton payload, 10-ton gross, 2-wheel, textile repair van                | Kentucky, Model 4QB |                                             |  |
| 588                              | Semitrailer, 6-ton payload, 10-ton gross, 2-wheel, textile repair van                | Utility Trailer Manufacturing Company, Model G-SW4 | Utility G-SW4                               |  |
| 589                              | Semitrailer, 6-ton payload, 10-ton gross, 2-wheel, sterilization and bath van        | Hyde, Model 22-S |                                             |  |
| 590                              | Semitrailer, 6-ton payload, 10-ton gross, 2-wheel, sterilization and bath            | Strick, Model 400 |                                             |  |
| 591                              | Semitrailer, 6-ton payload, 10-ton gross, 2-wheel, clothing repair                   | Rivers Body Factory |                                             |  |
| 591                              | Semitrailer, 6-ton payload, 10-ton gross, 2-wheel, clothing repair                   | Timpte Brothers, Model T-8 |                                             |  |
| 591                              | Semitrailer, 6-ton payload, 10-ton gross, 2-wheel, laundry                           | Timpte Brothers, Model T-8 |                                             |  |
| 591                              | Semitrailer, 6-ton payload, 10-ton gross, 2-wheel, shoe repair                       | Timpte Brothers, Model T-8 |                                             |  |
| 591                              | Semitrailer, 6-ton payload, 10-ton gross, 2-wheel, sterilization and bath            | Timpte Brothers, Model T-8 |                                             |  |
| 591                              | Semitrailer, 6-ton payload, 10-ton gross, 2-wheel, textile repair                    | Timpte Brothers, Model T-8 |                                             |  |
| 592                              | Semitrailer, 6-ton payload, 2-wheel, laundry                                         | Trailer Company of America, Model B34H |                                             |  |
| 592                              | Semitrailer, 6-ton payload, 2-wheel, mobile records                                  | Trailer Company of America, Model B34H |                                             |  |
| 592                              | Semitrailer, 6-ton payload, 2-wheel, shoe repair                                     | Trailer Company of America, Model B34H |                                             |  |
| 592                              | Semitrailer, 6-ton payload, 2-wheel, sterilization and bath                          | Trailer Company of America, Model B34H |                                             |  |
| 592                              | Semitrailer, 6-ton payload, 2-wheel, van                                             | Trailer Company of America, Model B34H |                                             |  |
| 593                              | Semitrailer, 10-ton gross, 2-wheel, van                                              | Centry, Model TA |                                             |  |
| 594                              | Semitrailer, 6-ton payload, 10-ton gross, 2-wheel, van                               | Highway Trailer Company, Model SKD-2181 |                                             |  |
| 594                              | Semitrailer, 6-ton payload, 10-ton gross, 2-wheel, van                               | Highway Trailer Company, Model SKD-2270 |                                             |  |
| 595                              | Semitrailer, 7-ton payload, 10-ton gross, 2-wheel, cargo                             | Gramm Truck & Trailer Corporation |                                             |  |
| 596                              | Semitrailer, 7-ton payload, 10-ton gross, 2-wheel, cargo                             | Carter Mfg. Company |                                             |  |
| 596                              | Semitrailer, 7-ton payload, 10-ton gross, 2-wheel, cargo                             | Edwards Iron Works |                                             |  |
| 596                              | Semitrailer, 7-ton payload, 10-ton gross, 2-wheel, cargo                             | Gramm Motor Truck & Trailer Corporation |                                             |  |
| 596                              | Semitrailer, 7-ton payload, 10-ton gross, 2-wheel, cargo                             | Highway Trailer Company TM 9-2800 Standard Military Motor Vehicles, Seite 500.                                                                         |                                             |  |
| 596                              | Semitrailer, 7-ton payload, 10-ton gross, 2-wheel, cargo                             | Hyde Corporation |                                             |  |
| 596                              | Semitrailer, 7-ton payload, 10-ton gross, 2-wheel, cargo                             | Kentucky Mfg. Corporation |                                             |  |
| 596                              | Semitrailer, 7-ton payload, 10-ton gross, 2-wheel, cargo                             | Lufkin Foundry & Machine Company |                                             |  |
| 596                              | Semitrailer, 7-ton payload, 10-ton gross, 2-wheel, cargo                             | W. C. Nabors Company |                                             |  |
| 596                              | Semitrailer, 7-ton payload, 10-ton gross, 2-wheel, cargo                             | Pointer Willamette Company |                                             |  |
| 596                              | Semitrailer, 7-ton payload, 10-ton gross, 2-wheel, cargo                             | Whitehead & Kales Company |                                             |  |
| 597                              | Semitrailer, 7-ton payload, 10-ton gross, 2-wheel, cargo                             | Carter, Model C-11-691 |                                             |  |
| 598                              | Semitrailer, 7-ton payload, 2-wheel, combination stake and platform                  | Whitehead & Kales, Model SBE |                                             |  |
| 599                              | Semitrailer, 11-ton gross, 2-wheel, refrigerator van                                 | Hyde, Model KR 20 |                                             |  |

## G-600 – G-699
| G-Nr.                                                  | Bezeichnung                                                                 | Hersteller/Bemerkung                                        | Bild |
| ------------------------------------------------------ | --------------------------------------------------------------------------- | ----------------------------------------------------------- | ---- |
| 600                                                    | Semitrailer, 7 1/2-ton payload, 12-ton gross, 2-wheel, low bed              | American Body & Trailer Company, Model HQD-ES-No. 696       |      |
| 600                                                    | Semitrailer, 7 1/2-ton payload, 12-ton gross, 2-wheel, low bed              | Hobbs, Model S-12-LS                                        |      |
| 600                                                    | Semitrailer, 7 1/2-ton payload, 12-ton gross, 2-wheel, low bed              | Lufkin Foundry, Model HQD-ES-No. 696                        |      |
| 600                                                    | Semitrailer, 7 1/2-ton payload, 12-ton gross, 2-wheel, low bed              | Steel Products, Model HQD-ES-No. 696                        |      |
| 600                                                    | Semitrailer, 7 1/2-ton payload, 12-ton gross, 2-wheel, low bed              | Truck Engineering, Model 4DFX                               |      |
| 601                                                    | Semitrailer, 10-ton payload, 2-whee, combination stake and platform         | Fruehauf, Model WLS-124                                     |      |
| 601                                                    | Semitrailer, 10-ton payload, 2-whee, combination stake and platform         | Fruehauf, Model WLS-224                                     |      |
| 601                                                    | Semitrailer, 10-ton payload, 2-whee, combination stake and platform         | Fruehauf, Model WLS-226                                     |      |
| 601                                                    | Semitrailer, 10-ton payload, 2-whee, combination stake and platform         | Fruehauf, Model WLS-226S                                    |      |
| 601                                                    | Semitrailer, 10-ton payload, 2-whee, combination stake and platform         | Fruehauf, Model WLS-227                                     |      |
| 601                                                    | Semitrailer, 10-ton payload, 2-whee, combination stake and platform         | Fruehauf, Model WLS-228S                                    |      |
| 601                                                    | Semitrailer, 10-ton payload, 2-whee, combination stake and platform         | Fruehauf, Model WLS-229                                     |      |
| 601                                                    | Semitrailer, 10-ton payload, 2-whee, combination stake and platform         | Fruehauf, Model WLS-230S                                    |      |
| 601                                                    | Semitrailer, 10-ton payload, 2-whee, combination stake and platform         | Fruehauf, Model WLS-939-Springfield                         |      |
| 602                                                    | Semitrailer, 10-ton payload, 2-wheel, low bed                               | Highway Trailer Company, Model SKD-2235                     |      |
| 603                                                    | Semitrailer, 12 1/2-ton payload, 4-wheel, van                               | Fruehauf Trailer Company, Model FFLT 226-DF                 |      |
| 603                                                    | Semitrailer, 12 1/2-ton payload, 4-wheel, van                               | Fruehauf Trailer Company, Model FLT-2225                    |      |
| 604                                                    | Semitrailer, 22 1/2-ton payload, 28 1/2-ton gross, 4-wheel, low bed         | Trailer Company of America, Model D-22 1/2                  |      |
| 605                                                    | Trailer 1/2-ton payload, 2-wheel, public address van                        | Bartlett, Model PA-2                                        |      |
| 605                                                    | Trailer 1/2-ton payload, 2-wheel, public address van                        | Streich, Model V-1642                                       |      |
| 605                                                    | Trailer 1/2-ton payload, 2-wheel, public address van                        | Streich, Model V-3642                                       |      |
| 605                                                    | Trailer 1/2-ton payload, 2-wheel, public address van                        | Streich, Model V-12342                                      |      |
| 606                                                    | Trailer, 1/2-ton payload, 2-wheel, 2-horse van                              | A. J. Miller                                                |      |
| 606                                                    | Trailer, 1/2-ton payload, 2-wheel, 2-horse van                              | Bartlett Mfg. Company                                       |      |
| 606                                                    | Trailer, 1/2-ton payload, 2-wheel, 2-horse van                              | Porto Products                                              |      |
| 606                                                    | Trailer, 1/2-ton payload, 2-wheel, 2-horse van                              | Schult Plimpton                                             |      |
| 607                                                    | Trailer, 4-ton payload, 4-wheel, van                                        | Superior, Model R-H-4                                       |      |
| 608                                                    | Trailer, 5-ton payload, low bed, refrigerator van                           | American Body, Model DF-73-R                                |      |
| 609                                                    | Trailer, 5-ton payload, 4-wheel, van                                        | Corbitt Company, Modell T-15                                |      |
| 610                                                    | Trailer, 20-ton payload, 6-wheel, low platform                              | Jahn, Model LKD-620                                         |      |
| 611                                                    | Bicycle, motor (serviceycle)                                                | Simplex, Model G-A-1                                        |      |
| 612                                                    | Truck, 1/2-ton, 4×2, carryall                                               | Chevrolet, Model KC                                         |      |
| 612                                                    | Truck, 1/2-ton, 4×2, canopy express                                         | Chevrolet, Model KC                                         |      |
| 612                                                    | Truck, 1/2-ton, 4×2, panel                                                  | Chevrolet, Model KC                                         |      |
| 612                                                    | Truck, 1/2-ton, 4×2, pickup                                                 | Chevrolet, Model KC                                         |      |
| 612                                                    | Truck, 1/2-ton, 4×2, telephone maintenence                                  | Chevrolet, Model KC                                         |      |
| 612                                                    | Truck, 1/2-ton, 4×2, chassis                                                | Chevrolet, Model 3103                                       |      |
| 612                                                    | Truck, 1/2-ton, 4×2, telephone maintenence                                  | Chevrolet, Model 3103                                       |      |
| 612                                                    | Truck, 1/2-ton, 4×2, pickup                                                 | Chevrolet, Model 3104                                       |      |
| 612                                                    | Truck, 1/2-ton, 4×2, panel                                                  | Chevrolet, Model 3105                                       |      |
| 612                                                    | Truck, 1/2-ton, 4×2, canopy express                                         | Chevrolet, Model 3107                                       |      |
| 612                                                    | Truck, 1/2-ton, 4×2, carryall                                               | Chevrolet, Model 3116                                       |      |
| 613                                                    | Truck, 1/2-ton, 4×2, carryall                                               | Dodge Brothers Company, Model WC-36                         |      |
| 613                                                    | Truck, 1/2-ton, 4×2, panel                                                  | Dodge Brothers Company, Model WC-37                         |      |
| 613                                                    | Truck, 1/2-ton, 4×2, express, pickup                                        | Dodge Brothers Company, Model WC-38                         |      |
| 613                                                    | Truck, 1/2-ton, 4×2, telephone maintenence                                  | Dodge Brothers Company, Model WC-39                         |      |
| 613                                                    | Truck, 1/2-ton, 4×2, pickup and express                                     | Dodge Brothers Company, Model WC-47                         |      |
| 613                                                    | Truck, 1/2-ton, 4×2, carryall                                               | Dodge Brothers Company, Model WC-48                         |      |
| 613                                                    | Truck, 1/2-ton, 4×2, panel                                                  | Dodge Brothers Company, Model WC-49                         |      |
| 613                                                    | Truck, 1/2-ton, 4×2, telephone installation                                 | Dodge Brothers Company, Model WC-50                         |      |
| 613                                                    | Truck, 1/2-ton, 4×2, fire, class 325                                        | Dodge Brothers Company                                      |      |
| 613                                                    | Truck, 1/2-ton, 4×2, fire, class 525                                        | Dodge Brothers Company                                      |      |
| 614                                                    | Truck, 1/2-ton, 4×4, amphibian                                              | Ampühibian Company, Model XAC-2                             |      |
| 615                                                    | Truck, 1/2-ton, 4×4, pickup, carryall                                       | Ford, Model 2GC (6-Zylinder)                                |      |
| 615                                                    | Truck, 1/2-ton, 4×4, pickup, carryall                                       | Ford, Model 2GC (8-Zylinder)                                |      |
| 616                                                    | Truck, 3/4-ton, 4×2, pickup                                                 | Chevrolet, Model KE                                         |      |
| 616                                                    | Truck, 3/4-ton, 4×2, pickup                                                 | Chevrolet, Model KD                                         |      |
| 616                                                    | Truck, 3/4-ton, 4×2, pickup                                                 | Chevrolet, Model 3604-BL                                    |      |
| 616                                                    | Truck, 3/4-ton, 4×2, panel                                                  | Chevrolet, Model 3605-BL                                    |      |
| 617                                                    | Truck, 1 1/2-ton, 4×2, ambulance                                            | Chevrolet, Model 4105WA                                     |      |
| 617                                                    | Truck, 1 1/2-ton, 4×2, cargo                                                | Chevrolet, Model 4105WA                                     |      |
| 617                                                    | Truck, 1 1/2-ton, 4×2, canopy express                                       | Chevrolet, Model 4105WA                                     |      |
| 617                                                    | Truck, 1 1/2-ton, 4×2, combination stake and platform                       | Chevrolet, Model 4105WA                                     |      |
| 617                                                    | Truck, 1 1/2-ton, 4×2, dump                                                 | Chevrolet, Model 4105WA                                     |      |
| 617                                                    | Truck, 1 1/2-ton, 4×2, panel                                                | Chevrolet, Model 4105WA                                     |      |
| 617                                                    | Truck, 1 1/2-ton, 4×2, pickup                                               | Chevrolet, Model 4105WA                                     |      |
| 617                                                    | Truck, 1 1/2-ton, 4×2, tractor                                              | Chevrolet, Model 4105WA                                     |      |
| 617                                                    | Truck, 1 1/2-ton, 4×2, combination stake and platform                       | Chevrolet, Model WB                                         |      |
| 617                                                    | Truck, 1 1/2-ton, 4×2, dump                                                 | Chevrolet, Model 4103-MR                                    |      |
| 617                                                    | Truck, 1 1/2-ton, 4×2, gas tank                                             | Chevrolet, Model 4103-MR                                    |      |
| 617                                                    | Truck, 1 1/2-ton, 4×2, tractor                                              | Chevrolet, Model 4103-MR                                    |      |
| 617                                                    | Truck, 1 1/2-ton, 4×2, cargo                                                | Chevrolet, Model 4103-YR                                    |      |
| 617                                                    | Truck, 1 1/2-ton, 4×2, chassis                                              | Chevrolet, Model 4103-YR                                    |      |
| 617                                                    | Truck, 1 1/2-ton, 4×2, dump                                                 | Chevrolet, Model 4103-YR                                    |      |
| 617                                                    | Truck, 1 1/2-ton, 4×2, tractor                                              | Chevrolet, Model 4103-YR                                    |      |
| 617                                                    | Truck, 1 1/2-ton, 4×2, pickup                                               | Chevrolet, Model 4104-YR                                    |      |
| 617                                                    | Truck, 1 1/2-ton, 4×2, pickup                                               | Chevrolet, Model 4104-MR                                    |      |
| 617                                                    | Truck, 1 1/2-ton, 4×2, ambulance                                            | Chevrolet, Model 4105-YR                                    |      |
| 617                                                    | Truck, 1 1/2-ton, 4×2, panel                                                | Chevrolet, Model 4105-YR                                    |      |
| 617                                                    | Truck, 1 1/2-ton, 4×2, panel                                                | Chevrolet, Model 4105-MR                                    |      |
| 617                                                    | Truck, 1 1/2-ton, 4×2, canopy express                                       | Chevrolet, Model 4107-MR                                    |      |
| 617                                                    | Truck, 1 1/2-ton, 4×2, canopy express                                       | Chevrolet, Model 4105-YR                                    |      |
| 617                                                    | Truck, 1 1/2-ton, 4×2, combination stake and platform, w/ bows, tarpaulin   | Chevrolet, Model 4109-YR                                    |      |
| 617                                                    | Truck, 1 1/2-ton, 4×2, combination stake and platform                       | Chevrolet, Model 4109-MR                                    |      |
| 617                                                    | Truck, 1 1/2-ton, 4×2, station wagon                                        | Chevrolet, Model 4112-YR                                    |      |
| 617                                                    | Truck, 1 1/2-ton, 4×2, chassis, w/ cowl                                     | Chevrolet, Model 4402                                       |      |
| 617                                                    | Truck, 1 1/2-ton, 4×2, cargo, w/ cab                                        | Chevrolet, Model 4403                                       |      |
| 617                                                    | Truck, 1 1/2-ton, 4×2, chassis, w/ cab                                      | Chevrolet, Model 4403                                       |      |
| 617                                                    | Truck, 1 1/2-ton, 4×2, dump                                                 | Chevrolet, Model 4403-MS                                    |      |
| 617                                                    | Truck, 1 1/2-ton, 4×2, platform, w/ cab                                     | Chevrolet, Model 4408                                       |      |
| 617                                                    | Truck, 1 1/2-ton, 4×2, combination stake and platform, long wheelbase       | Chevrolet, Model 4409                                       |      |
| 617                                                    | Truck, 1 1/2-ton, 4×2, combination stake and platform                       | Chevrolet, Model 4409-YS                                    |      |
| 617                                                    | Truck, 1 1/2-ton, 4×2, chassis, w/ cowl                                     | Chevrolet, Model 4412                                       |      |
| 617                                                    | Truck, 1 1/2-ton, 4×2, tractor, C.O.E.                                      | Chevrolet, Model 5103                                       |      |
| 617                                                    | Truck, 1 1/2-ton, 4×2, fire, class 300                                      | Chevrolet                                                   |      |
| 618                                                    | Truck, 1 1/2-ton, 4×2, cargo                                                | Dodge Brothers Company, Model VF-31                         |      |
| 618                                                    | Truck, 1 1/2-ton, 4×2, chassis                                              | Dodge Brothers Company, Model WF-31                         |      |
| 618                                                    | Truck, 1 1/2-ton, 4×2, dump                                                 | Dodge Brothers Company, Model WF-31                         |      |
| 618                                                    | Truck, 1 1/2-ton, 4×2, tractor                                              | Dodge Brothers Company, Model WF-31                         |      |
| 618                                                    | Truck, 1 1/2-ton, 4×2, cargo                                                | Dodge Brothers Company, Model WF-32                         |      |
| 618                                                    | Truck, 1 1/2-ton, 4×2, fire, pumper                                         | Dodge Brothers Company Equipment by W.S. Darley Corporation |      |
| 618                                                    | Truck, 1 1/2-ton, 4×2, fire, pumper                                         | Dodge Brothers Company Hahn Motor Truck Company             |      |
| 619                                                    | Truck, 1 1/2-ton, 4×4                                                       | Ford                                                        |      |
| 620                                                    | Truck 1 1/2-ton, 4×2, cargo                                                 | GMC, Model ACX-353                                          |      |
| 620                                                    | Truck 1 1/2-ton, 4×2, cargo                                                 | GMC, Model AC-100                                           |      |
| 620                                                    | Truck 1 1/2-ton, 4×2, cargo                                                 | GMC, Model AF-240                                           |      |
| 620                                                    | Truck 1 1/2-ton, 4×2, panel delivery                                        | GMC, Model AF-240                                           |      |
| 620                                                    | Truck 1 1/2-ton, 4×2, cargo                                                 | GMC, Model CC-11                                            |      |
| 620                                                    | Truck 1 1/2-ton, 4×2, cargo                                                 | GMC, Model CC-302                                           |      |
| 620                                                    | Truck 1 1/2-ton, 4×2, dump                                                  | GMC, Model CC-302                                           |      |
| 620                                                    | Truck 1 1/2-ton, 4×2, cargo                                                 | GMC, Model CF-300                                           |      |
| 620                                                    | Truck 1 1/2-ton, 4×2, van, C.O.E.                                           | GMC, Model CF-351                                           |      |
| 621                                                    | Truck, 1 1/2-ton, 4×4, cargo                                                | Dodge Brothers Company, Model VF-401                        |      |
| 621                                                    | Truck, 1 1/2-ton, 4×4, cargo, w/ winch                                      | Dodge Brothers Company, Model VF-402                        |      |
| 621                                                    | Truck, 1 1/2-ton, 4×4, dump                                                 | Dodge Brothers Company, Model VF-403                        |      |
| 621                                                    | Truck, 1 1/2-ton, 4×4, cargo                                                | Dodge Brothers Company, Model VF-404                        |      |
| 621                                                    | Truck, 1 1/2-ton, 4×4, cargo, w/ winch                                      | Dodge Brothers Company, Model VF-405                        |      |
| 621                                                    | Truck, 1 1/2-ton, 4×4, dump                                                 | Dodge Brothers Company, Model VF-406                        |      |
| 621                                                    | Truck, 1 1/2-ton, 4×4, ambulance                                            | Dodge Brothers Company, Model VF-407                        |      |
| 622                                                    | Truck, 1 1/2-ton, 4×4, cargo (box bed), w/ rear duals                       | Ford Motor Company, Model GTB                               |      |
| 622                                                    | Truck, 1 1/2-ton, 4×4, cargo (box bed), w/ rear duals                       | Ford Motor Company, Model GTBA                              |      |
| 622                                                    | Truck, 1 1/2-ton, 4×4, wrecker, w/ hoist boom                               | Ford Motor Company, Model GTBB                              |      |
| 622                                                    | Truck, 1 1/2-ton, 4×4, bomb service                                         | Ford Motor Company, Model GTBC                              |      |
| 622                                                    | Truck, 1 1/2-ton, 4×4, bomb service                                         | Ford Motor Company, Model GTBS                              |      |
| 623                                                    | Truck, 2 1/2-ton, 4×2, combination stake and platform                       | GMC, Model AC-355                                           |      |
| 623                                                    | Truck, 2 1/2-ton, 4×2, combination stake and platform                       | GMC, Model AC-500                                           |      |
| 623                                                    | Truck, 2 1/2-ton, 4×2, dump                                                 | GMC, Model ACX-453                                          |      |
| 623                                                    | Truck, 2 1/2-ton, 4×2, tractor                                              | GMC, Model ACX-503                                          |      |
| 623                                                    | Truck, 2 1/2-ton, 4×2, cargo                                                | GMC, Model AF-500                                           |      |
| 623                                                    | Truck, 2 1/2-ton, 4×2, tractor, C.O.E.                                      | GMC, Model AF-500                                           |      |
| 623                                                    | Truck, 2 1/2-ton, 4×2, combination stake and platform                       | GMC, Model CC-453                                           |      |
| 623                                                    | Truck, 2 1/2-ton, 4×2, cargo                                                | GMC, Model CC-453                                           |      |
| 623                                                    | Truck, 2 1/2-ton, 4×2, canopy express                                       | GMC, Model CC-453                                           |      |
| 623                                                    | Truck, 2 1/2-ton, 4×2, dump                                                 | GMC, Model CCX-453                                          |      |
| 623                                                    | Truck, 2 1/2-ton, 4×2, combination stake and platform                       | GMC, Model CCX-454                                          |      |
| 624                                                    | Truck, 2 1/2-ton, 4×2, dump                                                 | Mack Manufacturing Corporation, Model EES                   |      |
| 624                                                    | Truck, 2 1/2-ton, 4×2, cargo                                                | Mack, Model EG                                              |      |
| 624                                                    | Truck, 2 1/2-ton, 4×2, combination stake and platform                       | Mack, Model EG                                              |      |
| 624                                                    | Truck, 2 1/2-ton, 4×2, dump                                                 | Mack, Model EG                                              |      |
| 624                                                    | Truck, 2 1/2-ton, 4×2, oil tank                                             | Mack, Model EHS                                             |      |
| 624                                                    | Truck, 2 1/2-ton, 4×2, water sprinkler                                      | Mack, Model EHS                                             |      |
| 625                                                    | Truck, 2 1/2-ton, 4×2, cargo                                                | REO, Model BHHS                                             |      |
| 625                                                    | Truck, 2 1/2-ton, 4×2, dump                                                 | REO, Model XHHS                                             |      |
| 626                                                    | Truck, 2 1/2-ton, 4×4, C.O.E., oil service                                  | Autocar, Model U-2044                                       |      |
| 626                                                    | Truck, 2 1/2-ton, 4×4, C.O.E., oil service                                  | Autocar, Model U-4044                                       |      |
| 626                                                    | Truck, 2 1/2-ton, 4×4, oil service                                          | Autocar, Model U-4144                                       |      |
| 626                                                    | Truck, 2 1/2-ton, 4×4, tractor                                              | Autocar, Model U-4144                                       |      |
| 627                                                    | Truck, 2 1/2-ton, 4×4, tractor, C.O.E.                                      | GMC, Model AFKX-502                                         |      |
| 628                                                    | Truck, 2 1/2-ton, 6×4, C.O.E., cargo                                        | GMC, Model AFWX-354                                         |      |
| 628                                                    | Truck, 2 1/2-ton, 6×4, C.O.E., searchlight                                  | GMC, Model AFWX-354                                         |      |
| 629                                                    | Truck, 2 1/2-ton, 6×4, C.O.E.                                               | Mack, Model NB                                              |      |
| 630                                                    | Truck, 2 1/2-ton, 6×4, short wheelbase, tractor                             | Studebaker, Model US 6×4                                    |      |
| 630                                                    | Truck, 2 1/2-ton, 6×4, long wheelbase, cargo, w/o winch                     | Studebaker, Model US 6×4                                    |      |
| 630                                                    | Truck, 2 1/2-ton, 6×4, long wheelbase, cargo, w/ winch                      | Studebaker, Model US 6×4                                    |      |
| 630                                                    | Truck, 2 1/2-ton, 6×6, short wheelbase, cargo, w/o winch                    | Studebaker, Model US 6 (6×6)                                |      |
| 630                                                    | Truck, 2 1/2-ton, 6×6, short wheelbase, cargo, w/ winch                     | Studebaker, Model US 6 (6×6)                                |      |
| 630                                                    | Truck, 2 1/2-ton, 6×6, long wheelbase, cargo, w/o winch                     | Studebaker, Model US 6 (6×6)                                |      |
| 630                                                    | Truck, 2 1/2-ton, 6×6, long wheelbase, cargo, w/ winch                      | Studebaker, Model US 6 (6×6)                                |      |
| 630                                                    | Truck, 2 1/2-ton, 6×6, dump, side                                           | Studebaker, Model US 6 (6×6)                                |      |
| 630                                                    | Truck, 2 1/2-ton, 6×6, dump, rear                                           | Studebaker, Model US 6 (6×6)                                |      |
| 630                                                    | Truck, 2 1/2-ton, 6×6, gasoline tank, 750 gal.                              | Studebaker, Model US 6 (6×6)                                |      |
| 630                                                    | Truck, 2 1/2-ton, 6×6, refrigerator                                         | Studebaker, Model US 6 (6×6)                                |      |
| 631                                                    | Motorcycle, shaft drive, solo                                               | Indian, Model 841                                           |      |
| 632                                                    | Truck, 4-ton, 4×4, C.O.E., van                                              | GMC, Model AFKX-804                                         |      |
| 633                                                    | Truck, 4-ton, 6×6, cargo, w/ winch                                          | White Motor Company, Model 950×6                            |      |
| 633                                                    | Truck, 4-ton, 6×6, wrecker                                                  | White Motor Company, Model 950×6                            |      |
| 634                                                    | Truck, 5-ton, 4×2, dump                                                     | Autocar, Model C-50                                         |      |
| 635                                                    | Truck, 5-ton, 4×4, C.O.E., tractor                                          | Autocar, Model U5044                                        |      |
| 636                                                    | Truck, 5-ton, 6×4                                                           | GMC, Model CCW-353                                          |      |
| 637                                                    | Truck, 5-ton, 6×4, cargo                                                    | International Harvester Company, Model M5-6                 |      |
| 638                                                    | Truck, 5- to 6-ton, 4×4, C.O.E., cargo                                      | Four Wheel Drive, Model SU-COE                              |      |
| 639                                                    | Truck, 5- to 6-ton, 4×4, C.O.E., tractor, ponton                            | Mack, Model NJU-1                                           |      |
| 639                                                    | Truck, 5- to 6-ton, 4×4, C.O.E., tractor, topographical                     | Mack, Model NJU-2                                           |      |
| 640                                                    | Truck, 6-ton, 4×2, dump                                                     | Mack, Model FPD                                             |      |
| 641                                                    | Truck, 7 1/2-ton, 6×6, tractor                                              | Minneapolis-Moline, model GTX                               |      |
| 642                                                    | Truck, 10-ton, 6×4, prime mover                                             | White Motor Company, Model 1064                             |      |
| 643                                                    | Truck, 7 1/2-ton, 6×6, cargo                                                | Hug, Model 51-6                                             |      |
| 644                                                    | Bus, sedan, 15-passenger, converted type                                    | GMC (Chassis) Packard (Body)                                |      |
| 644                                                    | Car, 5-passenger, medium sedan                                              | Packard, Model 1803                                         |      |
| 644                                                    | Car, 5-passenger, medium sedan                                              | Packard, Model 1903                                         |      |
| 644                                                    | Car, 5-passenger, medium sedan                                              | Packard, Model 2003                                         |      |
| 646                                                    | Truck, 1/2-ton, 4×2, carryall                                               | GMC, Model AC-101                                           |      |
| 646                                                    | Truck, 1/2-ton, 4×2, pickup                                                 | GMC, Model AC-101                                           |      |
| 647                                                    | Truck, 5-ton, 4×2, dump                                                     | GMC, Model AC-723                                           |      |
| 647                                                    | Truck, 5-ton, 4×2, combination stake and platform                           | GMC, Model AC-725                                           |      |
| 647                                                    | Truck, 5-ton, 4×2, dump                                                     | GMC, Model AC-803                                           |      |
| 647                                                    | Truck, 5-ton, 4×2, combination stake and platform                           | GMC, Model AC-805                                           |      |
| 648                                                    | Truck, 20-ton, 6×4, Diesel, tractor, w/o winch                              | Federal, Model 604                                          |      |
| 648                                                    | Truck, 20-ton, 6×4, Diesel, tractor, w/ winch                               | Federal, Model 604                                          |      |
| 649                                                    | Truck, 5- to 6-Ton, 4×4, timber hauling tractor                             | Four Wheel Drive, Model CU                                  |      |
| 650                                                    | Truck, 2-ton, 4×2, fire, 750 gal. per Minute, class 750                     | Mack, Model 70                                              |      |
| 651                                                    | Truck, 2 1/2-ton, 6×6, cargo                                                | International Harvester Company, Model M5-6                 |      |
| 651                                                    | Truck, 2 1/2-ton, 6×6, dump                                                 | International Harvester Company, Model M5-6                 |      |
| 651                                                    | Truck, 2 1/2-ton, 6×6, fire                                                 | International Harvester Company, Model M5-6                 |      |
| 651                                                    | Truck, 2 1/2-ton, 6×6, pipeline                                             | International Harvester Company, Model M5-6                 |      |
| 651                                                    | Truck, 2 1/2-ton, 6×6, tanker                                               | International Harvester Company, Model M5-6                 |      |
| 651                                                    | Truck, 2 1/2-ton, 6×6, telephone                                            | International Harvester Company, Model M5-6                 |      |
| 652                                                    | Truck, 5-ton, 6×4, chassis                                                  | Mack, Model LMSW                                            |      |
| 652                                                    | Truck, 5-ton, 6×4, wrecker, w/ winch                                        | Mack, Model LMSW                                            |      |
| 653                                                    | Master parts book                                                           | Autocar                                                     |      |
| 654                                                    | Master parts book                                                           | Chevrolet                                                   |      |
| 655                                                    | Master parts book                                                           | GMC                                                         |      |
| 656                                                    | Master parts book                                                           | Studebaker                                                  |      |
| 657                                                    | Master parts book                                                           | Dodge Brothers Company                                      |      |
| 658                                                    | Master parts book                                                           | Ford                                                        |      |
| 659                                                    | Master parts book                                                           | International Harvester Company                             |      |
| 660                                                    | Trailer, ammunition, M10                                                    | Fruehauf Trailer Company                                    |      |
| 661                                                    | Trailer, 2 1/2-ton payload, 6 1/2-ton gross, 4-wheel, van                   | A. J. Miller (Auto Cruiser Trailer Company), Model K-72     |      |
| 662                                                    | Cart, 2-wheel, jungle                                                       | A. J. Miller (Auto Cruiser Trailer Company)                 |      |
| 663                                                    | Semitrailer, 6 1/2-ton gross, 2-wheel, pipe                                 | Fruehauf Trailer Company, Model P-2F                        |      |
| 664                                                    | Semitrailer, 6-ton payload, 10-ton gross, 2-wheel, van                      | Gerstenslager Company, Model W8125                          |      |
| 665                                                    | Semitrailer, 6-ton payload, 10-ton gross, 2-wheel, van, knockdown body      | American Body, Model DF233V                                 |      |
| 665                                                    | Semitrailer, 6-ton payload, 10-ton gross, 2-wheel, van, knockdown body      | Carter, Model C15935A                                       |      |
| 665                                                    | Semitrailer, 6-ton payload, 10-ton gross, 2-wheel, van, knockdown body      | Dorsey, Model E14                                           |      |
| 665                                                    | Semitrailer, 6-ton payload, 10-ton gross, 2-wheel, van, knockdown body      | Kentucky, Model 1-ORD                                       |      |
| 665                                                    | Semitrailer, 6-ton payload, 10-ton gross, 2-wheel, van, knockdown body      | Olsen, Model KV10                                           |      |
| 665                                                    | Semitrailer, 6-ton payload, 10-ton gross, 2-wheel, van, knockdown body      | Strick, Model 400W                                          |      |
| 665                                                    | Semitrailer, 6-ton payload, 10-ton gross, 2-wheel, van, knockdown body      | Timpte, Model T8D                                           |      |
| 665                                                    | Semitrailer, 6-ton payload, 10-ton gross, 2-wheel, van, knockdown body      | Utility, Model GSW4                                         |      |
| 666                                                    | Truck, 12-ton, COE, stake, GMC                                              |                                                             |      |
| 667                                                    | Semitrailer, 12-ton, flat bed, Fruehauf trailer co.                         |                                                             |      |
| 668                                                    | Semitrailer, 12-ton, flat bed, Steel Products                               |                                                             |      |
| 669                                                    | Truck, 6-ton, 6×6, cargo                                                    | White Motor Company, Model 666-LMB                          |      |
| 670                                                    | Truck, 4-ton, 6×6. Dump, REO                                                |                                                             |      |
| 671                                                    | Truck, 5-ton, 4×2, tractor, C.O.E., M425                                    | International Harvester, Model H542-9                       |      |
| 671                                                    | Truck, 5-ton, 4×2, tractor, C.O.E., M426                                    | International Harvester, Model H542-11                      |      |
| 671                                                    | Truck, 5-ton, 4×2, tractor, C.O.E., M426                                    | Marmon-Herrington, Model H542-11                            |      |
| 671                                                    | Truck, 5-ton, 4×2, tractor, C.O.E., M426                                    | Kenworth, Model H542-11                                     |      |
| 672                                                    | Scooter, motor, 3-wheel                                                     | Cushman, Model 39                                           |      |
| 673                                                    | Motorcycle, chain drive, Indian                                             |                                                             |      |
| 674                                                    | Motorcycle, chain drive, Indian                                             |                                                             |      |
| 675                                                    | Semitrailer, 5-ton, combination stake and platform                          | Olson Mfg. Company, Model 516                               |      |
| 675                                                    | Semitrailer, 5-ton, combination stake and platform                          | Trailmobile, Model 516                                      |      |
| 675                                                    | Semitrailer, 5-ton, combination stake and platform                          | Truck Engineering Corporation, Model 516                    |      |
| 676                                                    | Dolly, 10-ton, 2-wheel, trailer converter, M365                             | Springfield Auto Works                                      |      |
| 676                                                    | Semitrailer, 10-ton payload, 14-ton gross, 2-wheel, stake and platform      | A. J. Miller                                                |      |
| 676                                                    | Semitrailer, 10-ton payload, 14-ton gross, 2-wheel, stake and platform      | American Body                                               |      |
| 676                                                    | Semitrailer, 10-ton payload, 14-ton gross, 2-wheel, stake and platform      | Carter                                                      |      |
| 676                                                    | Semitrailer, 10-ton payload, 14-ton gross, 2-wheel, stake and platform      | Coleman                                                     |      |
| 676                                                    | Semitrailer, 10-ton payload, 14-ton gross, 2-wheel, stake and platform      | Dorsey                                                      |      |
| 676                                                    | Semitrailer, 10-ton payload, 14-ton gross, 2-wheel, stake and platform      | Fruehauf Trailer Company                                    |      |
| 676                                                    | Semitrailer, 10-ton payload, 14-ton gross, 2-wheel, stake and platform      | Highway                                                     |      |
| 676                                                    | Semitrailer, 10-ton payload, 14-ton gross, 2-wheel, stake and platform      | Keystone                                                    |      |
| 676                                                    | Semitrailer, 10-ton payload, 14-ton gross, 2-wheel, stake and platform      | Kreiger Steel                                               |      |
| 676                                                    | Semitrailer, 10-ton payload, 14-ton gross, 2-wheel, stake and platform      | Omaha Std. Body                                             |      |
| 676                                                    | Semitrailer, 10-ton payload, 14-ton gross, 2-wheel, stake and platform      | Oneida                                                      |      |
| 676                                                    | Semitrailer, 10-ton payload, 14-ton gross, 2-wheel, stake and platform      | Pike                                                        |      |
| 676                                                    | Semitrailer, 10-ton payload, 14-ton gross, 2-wheel, stake and platform      | Queen City Trailer                                          |      |
| 676                                                    | Semitrailer, 10-ton payload, 14-ton gross, 2-wheel, stake and platform      | Springfield Trailer                                         |      |
| 676                                                    | Semitrailer, 10-ton payload, 14-ton gross, 2-wheel, stake and platform      | Strick                                                      |      |
| 676                                                    | Semitrailer, 10-ton payload, 14-ton gross, 2-wheel, stake and platform      | Timpte                                                      |      |
| 676                                                    | Semitrailer, 10-ton payload, 14-ton gross, 2-wheel, stake and platform      | Trailer Company of America                                  |      |
| 676                                                    | Semitrailer, 10-ton payload, 14-ton gross, 2-wheel, stake and platform      | Utility                                                     |      |
| 676                                                    | Semitrailer, 10-ton payload, 14-ton gross, 2-wheel, stake and platform      | Winter-Weiss                                                |      |
| 677                                                    | Semitrailer, 11-ton, 2-wheel, 28-feet, van                                  | Kentucky Mfg. Company, Model C                              |      |
| 678                                                    | Semitrailer, 6-ton, 2-wheel, gasoline tank, 2000 gal.                       | Davis Welding, Model ST62M                                  |      |
| 678                                                    | Semitrailer, 6-ton, 2-wheel, gasoline tank, 2000 gal.                       | Heil Company                                                |      |
| 678                                                    | Semitrailer, 6-ton, 2-wheel, gasoline tank, 2000 gal.                       | Lufkin, Model ST62M                                         |      |
| 678                                                    | Semitrailer, 6-ton, 2-wheel, gasoline tank, 2000 gal.                       | Keystone, Model ST62M                                       |      |
| 678                                                    | Semitrailer, 6-ton, 2-wheel, gasoline tank, 2000 gal.                       | Krieger Steel, Model ST62M                                  |      |
| 678                                                    | Semitrailer, 6-ton, 2-wheel, gasoline tank, 2000 gal.                       | Independent, Model ST62M                                    |      |
| 678                                                    | Semitrailer, 6-ton, 2-wheel, gasoline tank, 2000 gal.                       | Progress, Model ST62M                                       |      |
| 679                                                    | Scooter, motor, w/ sidecar                                                  | Cushman, Model 34                                           |      |
| 680                                                    | motorcycle, Harley-Davidson, model 40-UA                                    |                                                             |      |
| 681                                                    | Semitrailer, 11-ton, 2-wheel, 28-feet, van                                  | Trailer Company of America, Model B34H15                    |      |
| 682                                                    | Semitrailer, 11-ton, 2-wheel, 28-feet, van                                  | Black Diamond, Model SC728                                  |      |
| 683                                                    | Scooter, motor, 2.wheel, airborne                                           | Cushman Motor Works, Model 53                               |      |
| 684                                                    | Truck, 4-ton, 4×4, crane, w/ shovel                                         | Quick-Way Truck Shovel Company                              |      |
| 685                                                    | Trailer, 1/4-ton payload, 2-wheel, telephone cable splicer                  | York Hoover Body Corporation, Model K-38                    |      |
| 686                                                    | Trailer 2-ton payload, 2-wheel, pole hauling and cargo                      | American Coach and Body Company                             |      |
| 686                                                    | Trailer 2-ton payload, 2-wheel, pole hauling and cargo                      | Highway Trailer Company                                     |      |
| 687                                                    | Trailer 5-ton, 2-wheel, telephone construction and combination cable hauler | Highway Trailer Company, Model K-37                         |      |
| 688                                                    | Bus, 29-passenger, 4×2                                                      | International Harvester Company, Model K5                   |      |
| 688                                                    | Truck, 4×2, fire, Class 125                                                 | International Harvester Company, Model K5                   |      |
| 690                                                    | Truck, 6-ton, 6×6, bridge construction                                      | Brockway                                                    |      |
| 691                                                    | Truck, 4- to 5-ton, 4×4, tractor, C.O.E.                                    | White Motor Company, Model 444T                             |      |
| 692                                                    | Truck, 7 1/2-ton, 6×6, crane                                                | Federal, Model C-2                                          |      |
| 692                                                    | Truck, 7 1/2-ton, 6×6, tractor                                              | Federal, Model C-2                                          |      |
| 692                                                    | Truck, 7 1/2-ton, 6×6, wrecker                                              | Federal, Model C-2                                          |      |
| 693                                                    | Trailer, 3/4-ton, pole hauler, York-Hoover                                  |                                                             |      |
| 695                                                    | dolly, 8-ton, 2-wheel, trailer converter                                    | Fruehauf, Model K-83 / K-83A                                |      |
| 696                                                    | Trailer, 7-ton gross, 4-wheel, antenna mount                                | Fruehauf Trailer Company, Model K-28B / K-28C               |      |
| 697                                                    | Trailer, 5-ton payload, 4-wheel, van                                        | A. J. Miller (Auto Cruiser Trailer Company), Model K-34     |      |
| 698                                                    | Semitrailer, 12-ton gross, 2-wheel, van                                     | Fruehauf Trailer Company, Model K-78                        |      |
| Semitrailer, 12-ton gross, 2-wheel, van, radio SCR-584 | Fruehauf Trailer Company, Model K-78                                        |                                                             |      |
| 699                                                    | Trailer 1 1/2-ton payload, 6-ton gross, 4-wheel, house                      | Checker Cab Manufacturing Company, Model K-35 / K-65        |      |
| 699                                                    | Trailer 1 1/2-ton payload, 6-ton gross, 4-wheel, house                      | Meteor Motor Cab Company, Model K-35 / K-65                 |      |

## G-700 – G-799
| G-Nr. | Bezeichnung                                                           | Hersteller/Bemerkung                                                                          | Bild |
| ----- | --------------------------------------------------------------------- | --------------------------------------------------------------------------------------------- | ---- |
| 700   | Trailer, 5-ton, 4-wheels, antenna mount                               | Fruehauf Trailer Company, Model K-76 / K-77                                                   |      |
| 701   | Semitrailer, 6-ton gross                                              | Fruehauf Trailer Company, Model K-67                                                          |      |
| 701   | Semitrailer, 32-passenger, 3-ton, 2-wheel, bus chassis                | Fruehauf Trailer Company, Model 220DDF-SP                                                     |      |
| 702   | Trailer, 10-ton gross, 4-wheel, antenna mount                         | Kingham Trailer Company, Model K-75                                                           |      |
| 702   | Trailer, 14-ton gross, 4-wheel, antenna mount                         | Kingham Trailer Company, Model K-75                                                           |      |
| 703   | Semitrailer, 8-ton gross, 2-wheels, antenna mount                     | Kingham Trailer Company (Chassis), Model K-22 Couse Laboratories (Aufbau)                     |      |
| 703   | Semitrailer, 8-ton gross, 4-wheels, antenna mount                     | Kingham Trailer Company (Chassis), Model K-64-C Couse Laboratories (Aufbau)                   |      |
| 704   | Trailer, 1/2-ton, PG-45, pigeon                                       | Weston Trailer Company                                                                        |      |
| 705   | Trailer, 3-ton gross, 2-wheel, house, K-29                            |                                                                                               |      |
| 706   | Semitrailer, 11-ton payload, 15-ton gross, 2-wheel, van               | Omaha Standard Body Corporation                                                               |      |
| 706   | Semitrailer, 11-ton, 2-wheel, 28-feet, van                            | Omaha Standard Body Corporation, Model F16                                                    |      |
| 707   | Semitrailer, van, 6-ton, 2-wheel                                      | Gramm, Model STV620                                                                           |      |
| 707   | Semitrailer, van, 6-ton, 2-wheel                                      | Checker, Model STV620                                                                         |      |
| 707   | Semitrailer, van, 6-ton, 2-wheel                                      | American Bantam, Model STV620                                                                 |      |
| 707   | Semitrailer, van, 6-ton, 2-wheel                                      | Carolina, Model STV620                                                                        |      |
| 708   | Dolly, 3-ton, 2-wheel, trailer converter, light, M363                 | Fruehauf, Model DC3                                                                           |      |
| 709   | Truck, 2 1/2-ton, 6×6, medical van                                    |                                                                                               |      |
| 710   | Trailer 20-ton, low bed, w/ dolly                                     | Jahn, Model LKD-620                                                                           |      |
| 710   | Trailer 20-ton low bed, w/ dolly                                      | Fruehauf, Model CPT-20                                                                        |      |
| 710   | Trailer, 22-ton, low bed, w/ dolly                                    | Fruehauf, Model CPT-22                                                                        |      |
| 711   | Truck, 2 1/2-ton, 6×6, van, Signal Corps, K-53                        | GMC, Model CCKW 353                                                                           |      |
| 712   | Semitrailer, 11-ton, 2-wheel, 28-feet, van                            | Reliance Trailer and Truck Company, Model STV1128                                             |      |
| 713   | Semitrailer, 7-ton gross, 4-wheel, van, w/ dolly                      | Fruehauf Trailer Company, Model V9/MPC-1 (Trailer) Fruehauf Trailer Company, Model C2 (Dolly) |      |
| 713   | Semitrailer, 15-ton gross, 4-wheel, w/ dolly, V-9/MPG-1               | Fruehauf Trailer Company                                                                      |      |
| 713   | Semitrailer 15-to gross, radar, AN/MPG-1                              |                                                                                               |      |
| 714   | Trailer, 7-ton gross, 4-wheels, low bed, tandem axle, antenna mount   | Fruehauf Trailer Company, Model K-84                                                          |      |
| 715   | Set, dolly and track, M13                                             |                                                                                               |      |
| 716   | Power Unit, PE-95                                                     | Milleys Engine, Model 441                                                                     |      |
| 717   | Truck, 2 1/2-ton, 6×4, 10,000 Gal. water sprinkler                    |                                                                                               |      |
| 718   | Truck, 2 1-2-ton, 6x4, gasoline tank, 1350 gal.                       | GMC (Chassis) Heil (Aufbau) Gar Wood                                                          |      |
| 719   | Trailer, 5-ton, cargo, Fruehauf trailer                               |                                                                                               |      |
| 720   | Trailer, 22-ton, low bed, La Cross model DF 6C-22                     |                                                                                               |      |
| 721   | Sled, cargo, 1-ton, M1                                                |                                                                                               |      |
| 722   | Semitrailer, 6-ton, V-9 trailer AN/MPG-1                              |                                                                                               |      |
| 723   | Semitrailer, 11-ton, 2-wheel, 28-feet, van                            | Fruehauf Trailer Company, Model FF22BL                                                        |      |
| 724   | Trailer, 12-ton gross, 4-wheels, van, V-5/MPN-1                       | Adam Black and Sons Inc                                                                       |      |
| 724   | Trailer, 12-ton gross, 4-wheels, van, V-5/MPN-1                       | Standard Auto Body                                                                            |      |
| 725   | Truck, 4-ton, 6×6, torpedo, Air Corps                                 | Diamond T                                                                                     |      |
| 726   | Motorcycle, solo, extra light                                         | Indian, Model 149M                                                                            |      |
| 727   | Trailer, 2 1/2-ton payload, 2-wheel, cargo (amphibian)                | Cleaver-Brooks Company, Model WT CT-6                                                         |      |
| 728   | Trailer, 22-ton, low bed                                              | La Cross, Model DF 6T-22                                                                      |      |
| 729   | Trailer, 7 1/2-ton, gasoline, 2500 gal.                               |                                                                                               |      |
| 730   | Semitrailer, 2 1/2-ton, stake and platform, w/dolly                   | Highway Trailer Company                                                                       |      |
| 731   | Ambulance, 1 1/2-ton, metropolitan, M423                              | Linn Coach and Truck Division                                                                 |      |
| 737   | Sled, cargo, 1-ton, M1A1                                              |                                                                                               |      |
| 738   | Sled, cargo, 1-ton, M14                                               |                                                                                               |      |
| 739   | Sled, cargo, 1-ton, M14A1                                             |                                                                                               |      |
| 740   | Truck, 1/4-ton, 4x4, utility (Willys M38)                             | Willys-Overland                                                                               |      |
| 740   | Truck, 1/4-ton, 4x4, station wagon (Willys Station Wagon)             | Willys, Model 4x463                                                                           |      |
| 740   | Truck, 1/4-ton, 4x4, station wagon                                    | Willys, Model 4x473                                                                           |      |
| 741   | Truck, 3-4-ton, 4x4, M37, cargo                                       | Dodge Brothers Company                                                                        |      |
| 741   | Truck, 3-4-ton, 4x4, M42, command                                     | Dodge Brothers Company                                                                        |      |
| 741   | Truck, 3/4-ton, 4x4, M43, ambulance                                   | Dodge Brothers Company                                                                        |      |
| 741   | Truck, 3/4-ton, 4x4, V-41, telephone maintenance                      | Dodge Brothers Company                                                                        |      |
| 741   | Truck, 3-4-ton, 4x4, V-126, AN/MPX-7                                  | Dodge Brothers Company                                                                        |      |
| 741   | Truck, 3-4-ton, 4x4, M152, enclosed utility truck                     | Dodge Brothers Company                                                                        |      |
| 742   | Truck, 2 1/2-ton, 6x6, M34, cargo                                     | Dodge Brothers Company                                                                        |      |
| 742   | Truck, 2 1/2-ton, 6x6, M35, cargo, w/o winch                          |                                                                                               |      |
| 742   | Truck, 2 1/2-ton, 6x6, M35, cargo, w/ winch                           |                                                                                               |      |
| 742   | Truck, 2 1/2-ton, 6x6, M36, cargo, w/o winch ,long wheelbase          |                                                                                               |      |
| 742   | Truck, 2 1/2-ton, 6x6, M36, cargo, w/ winch ,long wheelbase           |                                                                                               |      |
| 742   | Truck, 2 1/2-ton, 6x6, M46, Mobil shop                                |                                                                                               |      |
| 742   | Truck, 2 1/2-ton, 6x6, M47, dump, w/o winch                           |                                                                                               |      |
| 742   | Truck, 2 1/2-ton, 6x6, M47, dump, w/ winch                            |                                                                                               |      |
| 742   | Truck, 2 1/2-ton, 6x6, M48, tractor, w/o winch                        |                                                                                               |      |
| 742   | Truck, 2 1-2-ton, 6x6, M48, tractor, w/ winch                         |                                                                                               |      |
| 742   | Truck, 2 1/2-ton, 6x6, M49, gasoline tank                             |                                                                                               |      |
| 742   | Truck, 2 1/2-ton, 6x6, M50, water tank                                |                                                                                               |      |
| 742   | Truck, 2 1/2-ton, 6x6, M59, dump (dual rear tires)                    |                                                                                               |      |
| 742   | Truck, 2 1/2-ton, 6x6, M60, light wrecker                             |                                                                                               |      |
| 742   | Truck, 2 1/2-ton, 6x6, M108, crane                                    |                                                                                               |      |
| 742   | Truck, 2 1/2-ton, 6x6, M109, van (12-foot body)                       |                                                                                               |      |
| 742   | Truck, 2 1/2-ton, 6x6, M275, tractor (short wheelbase)                |                                                                                               |      |
| 742   | Truck, 2 1/2-ton, 6x6, M292, van (17-foot expansible body)            |                                                                                               |      |
| 742   | Truck, 2 1/2-ton, 6x6, M342, dump (HD dump body)                      |                                                                                               |      |
| 742   | Truck, 2 1/2-ton, 6x6, M387, guided missile launcher                  |                                                                                               |      |
| 742   | Truck, 2 1/2-ton, 6x6, M398, guided missile launcher                  |                                                                                               |      |
| 742   | Truck, 2 1/2-ton, 6x6, M756, pipeline construction                    |                                                                                               |      |
| 742   | Truck, 2 1/2-ton, 6x6, M764, earth borer & pole setter                |                                                                                               |      |
| 742   | Truck, 2 1/2-ton, 6x6, V17, telephone construction and maintenance    |                                                                                               |      |
| 742   | Truck, 2 1/2-ton, 6x6, V18, earth borrt and pole setter               |                                                                                               |      |
| 742   | Truck, 2 1/2-ton, 6x6, class 530A, tactical fire pumper               |                                                                                               |      |
| 742   | Truck, 2 1/2-ton, 6x6, compressors                                    | WDS Davey and G1 LeRoi                                                                        |      |
| 742   | Truck, 2 1/2-ton, 6x6, water purification (1500 gph and 3000 gph)     |                                                                                               |      |
| 743   | Trailer, 1/5-ton, M104, cargo                                         |                                                                                               |      |
| 743   | Trailer, 1/5-ton, M105, cargo                                         |                                                                                               |      |
| 743   | Trailer, 1/5-ton, M106, water tank                                    |                                                                                               |      |
| 744   | Truck, 5-ton, 6×6, M40, chassis                                       |                                                                                               |      |
| 744   | Truck, 5-ton, 6×6, M41, cargo                                         |                                                                                               |      |
| 744   | Truck, 5-ton, 6×6, M51, Dump                                          |                                                                                               |      |
| 744   | Truck, 5-ton, 6×6, M52, tractor                                       |                                                                                               |      |
| 744   | Truck, 5-ton, 6×6, M54, cargo                                         |                                                                                               |      |
| 744   | Truck, 5-ton, 6×6, M5, cargo, extra long wheelbase                    |                                                                                               |      |
| 744   | Truck, 5-ton, 6×6, M61, chassis                                       |                                                                                               |      |
| 744   | Truck, 5-ton, 6×6, M62, medium wrecker                                |                                                                                               |      |
| 744   | Truck, 5-ton, 6×6, M63, Chassis                                       |                                                                                               |      |
| 744   | Truck, 5-ton, 6×6, M64, van                                           |                                                                                               |      |
| 744   | Truck, 5-ton, 6×6, M139, missile launcher                             |                                                                                               |      |
| 744   | Truck, 5-ton, 6×6, M246, wrecker                                      |                                                                                               |      |
| 744   | Truck, 5-ton, 6×6, M289, missile launcher                             |                                                                                               |      |
| 744   | Truck, 5-ton, 6×6, M291, van, expansible                              |                                                                                               |      |
| 744   | Truck, 5-ton, 6×6, M328, bridge                                       |                                                                                               |      |
| 744   | Truck, 5-ton, 6×6, M386, missile launcher                             |                                                                                               |      |
| 744   | Truck, 5-ton, 6×6, M543, medium wrecker                               |                                                                                               |      |
| 744   | Truck, 5-ton, 6×6, M748, bolster                                      |                                                                                               |      |
| 745   | Dolly, 6-ton, 2-wheel, trailer converter, M364                        | Heil Company, Model D2                                                                        |      |
| 746   | Dolly 10-ton, trailer converter, Springfield auto                     |                                                                                               |      |
| 747   | Trailer, 1/4-ton, 2-wheel, M100, cargo                                | Dunbar Kapple                                                                                 |      |
| 747   | Trailer, 1/4-ton, 2-wheel, M367, K-38B                                |                                                                                               |      |
| 748   | Trailer, 3/4-ton, 2-wheel, M101, cargo                                |                                                                                               |      |
| 748   | Trailer, 3/4-ton, 2-wheel, M116, chassis                              |                                                                                               |      |
| 749   | Truck, 2 1/2-ton, 6×6, M135, cargo, w/o winch                         |                                                                                               |      |
| 749   | Truck, 2 1/2-ton, 6×6, M135, cargo, w/ winch                          |                                                                                               |      |
| 749   | Truck, 2 1/2-ton, 6×6, M211, cargo (dual rear tires)                  |                                                                                               |      |
| 749   | Truck, 2 1/2-ton, 6×6, M215, dump (dual rear tires)                   |                                                                                               |      |
| 749   | Truck, 2 1/2-ton, 6×6, M216, dump (single rear tires, Canada only)    |                                                                                               |      |
| 749   | Truck, 2 1/2-ton, 6×6, M217, gasoline tank                            |                                                                                               |      |
| 749   | Truck, 2 1/2-ton, 6×6, M220, shop van                                 |                                                                                               |      |
| 749   | Truck, 2 1/2-ton, 6×6, M221, cargo, w/o winch                         |                                                                                               |      |
| 749   | Truck, 2 1/2-ton, 6×6, M221, cargo, w/ winch                          |                                                                                               |      |
| 749   | Truck, 2 1/2-ton, 6×6, M222, water tank                               |                                                                                               |      |
| 750   | Semitrailer, 12- ton, 4-wheel, M126, chassis                          | Fruehauf Trailer Company                                                                      |      |
| 750   | Semitrailer, 12- ton, 4-wheel, M127, cargo                            |                                                                                               |      |
| 750   | Semitrailer, 12- ton, 4-wheel, M128, van cargo                        |                                                                                               |      |
| 750   | Semitrailer, 12- ton, 4-wheel, M129, van supply                       |                                                                                               |      |
| 750   | Semitrailer, 12- ton, 4-wheel, M308, water tank, 4000 gal.            |                                                                                               |      |
| 751   | Semitrailer, 6-ton, 2-wheel, M117                                     |                                                                                               |      |
| 751   | Semitrailer, 6-ton, 2-wheel, M118, cargo                              |                                                                                               |      |
| 751   | Semitrailer, 6-ton, 2-wheel, M119, cargo van                          |                                                                                               |      |
| 751   | Semitrailer, 6-ton, 2-wheel, M457, maintenance                        |                                                                                               |      |
| 751   | Semitrailer, 6-ton, 2-wheel, M458, maintenance                        |                                                                                               |      |
| 751   | Semitrailer, 6-ton, 2-wheel, M459, maintenance                        |                                                                                               |      |
| 751   | Semitrailer, 6-ton, 2-wheel, M508, shop van                           |                                                                                               |      |
| 754   | Trailer, 1 1/2-ton, 2-wheel, M102                                     | Fruehauf Trailer Company                                                                      |      |
| 754   | Trailer, 1 1/2-ton, 2-wheel, chassis                                  | Fruehauf Trailer Company                                                                      |      |
| 754   | Trailer, 1 1/2-ton, 2-wheel, cargo, M104                              | Fruehauf Trailer Company                                                                      |      |
| 754   | Trailer, 1 1/2-ton, 2-wheel, cargo, M105                              |                                                                                               |      |
| 754   | Trailer, 1 1/2-ton, 2-wheel, water tank , M106                        |                                                                                               |      |
| 754   | Trailer, 1 1/2-ton, 2-wheel, water tank , M107                        |                                                                                               |      |
| 754   | Trailer, 1 1/2-ton, 2-wheel, M448, shop van                           |                                                                                               |      |
| 755   | Semitrailer, 12- ton, 4-wheel, M131, gasoline tank                    |                                                                                               |      |
| 756   | Trailer, 3-ton, 2-wheel, M200, generator                              |                                                                                               |      |
| 758   | Truck, utility, 1/4-ton, 4×4, M38A1                                   |                                                                                               |      |
| 758   | Truck, utility, 1/4-ton, 4×4, M38A1C                                  |                                                                                               |      |
| 758   | Truck, ambulance, front line, 1/4-ton, 4×4, M170                      |                                                                                               |      |
| 759   | Ambulances and Hearses                                                |                                                                                               |      |
| 760   | Automobiles, including station wagones                                |                                                                                               |      |
| 761   | Busses                                                                |                                                                                               |      |
| 762   | Motorcycles                                                           |                                                                                               |      |
| 763   | Trucks 1/4-ton                                                        |                                                                                               |      |
| 764   | Trucks 1/2 ton                                                        |                                                                                               |      |
| 765   | Trucks 3/4-ton                                                        |                                                                                               |      |
| 766   | Trucks 1-ton                                                          |                                                                                               |      |
| 767   | Trucks 1 1/2-ton                                                      |                                                                                               |      |
| 768   | Trucks 2 1/2-ton                                                      |                                                                                               |      |
| 769   | Trucks 4-ton                                                          |                                                                                               |      |
| 770   | Trucks 5-ton                                                          |                                                                                               |      |
| 771   | Trucks 7-ton                                                          |                                                                                               |      |
| 772   | Semitrailers, 2- to 3 1/2-ton                                         |                                                                                               |      |
| 773   | Semitrailers 5- to 6-ton                                              |                                                                                               |      |
| 774   | Semitrailers, 10- to 11-ton                                           |                                                                                               |      |
| 775   | Trailers 1-ton                                                        |                                                                                               |      |
| 776   | Trailers, 1 1/2-ton                                                   |                                                                                               |      |
| 777   | Trailers 2- and 2 1/2-ton                                             |                                                                                               |      |
| 778   | Trailers, 3- and 3 1/2-ton                                            |                                                                                               |      |
| 779   | Trailers, 5- and 6-ton                                                |                                                                                               |      |
| 780   | Truck, 1/4-ton, 4×4, utility, w/ winch                                | Willys, Model C-3A                                                                            |      |
| 781   | Trailer, 2-wheel, laundry, mobile, No. 1                              | American Machine and Metals Inc.                                                              |      |
| 781   | Trailer, 2-wheel, laundry, mobile, No. 1                              | Fruehauf Trailer Company                                                                      |      |
| 781   | Trailer, 2-wheel, laundry, mobile, No. 1                              | U.S. Hoffmann Machine Corporation                                                             |      |
| 781   | Trailer, 2-wheel, laundry, mobile, No. 2                              | American Machine and Metals Inc.                                                              |      |
| 781   | Trailer, 2-wheel, laundry, mobile, No. 2                              | Fruehauf Trailer Company                                                                      |      |
| 781   | Trailer, 2-wheel, laundry, mobile, No. 2                              | U.S. Hoffmann Machine Corporation                                                             |      |
| 782   | Trailer, 3 1/2-ton payload, 2-wheels, M271, pole hauler               |                                                                                               |      |
| 782   | Trailer, 3 1/2-ton payload, 2-wheels, pole hauling and cargo, V-13-GT |                                                                                               |      |
| 783   | Ambulance 3/4-ton, 4x2, metropolitan                                  | Cadillac-Superior, Model 51-86                                                                |      |
| 789   | Trailer, 2-ton, 4-wheel, M242 trailer, van, radar dish mount          | für M33 fire control system, Nike (rocket)                                                    |      |
| 789   | Trailer, 2-ton, 4-wheel, M243, antenna hauler                         | für M33 fire control system, Nike (rocket)                                                    |      |
| 789   | Trailer, 2-ton, 4-wheel, M244, van, fire control                      |                                                                                               |      |
| 789   | Trailer, 2-ton, 4-wheel, M258, van, radar tracking central            |                                                                                               |      |
| 789   | Trailer, 2-ton, 4-wheel, M259, van, director station                  |                                                                                               |      |
| 789   | Trailer, 2-ton, 4-wheel, M260, drop bed, antenna mount                |                                                                                               |      |
| 789   | Trailer, 2-ton, 4-wheel, M261, flat bed, guided missile               |                                                                                               |      |
| 789   | Trailer, 2-ton, 4-wheel, M262, van, launching control                 |                                                                                               |      |
| 789   | Trailer, 2-ton, 4-wheel, M359, van, electronic repair shop            |                                                                                               |      |
| 789   | Trailer, 2-ton, 4-wheel, M382, van, electronic repair shop            |                                                                                               |      |
| 789   | Trailer, 2-ton, 4-wheel, M383, van, electronic repair shop            |                                                                                               |      |
| 789   | Trailer, 2-ton, 4-wheel, M406, low bed, antenna mount                 |                                                                                               |      |
| 789   | Trailer, 2-ton, 4-wheel, M424, van, guided missile directors trailer  |                                                                                               |      |
| 789   | Trailer, 2-ton, 4-wheel, M428, van, guided missile tracking station   |                                                                                               |      |
| 789   | Trailer, 2-ton, 4-wheel, M564, shop van                               |                                                                                               |      |
| 789   | Trailer, 2-ton, 4-wheel, M582, shop van                               |                                                                                               |      |
| 789   | Trailer, 2-ton, 4-wheel, M583, shop van                               |                                                                                               |      |
| 790   | Trailer, 25-ton, M173, tank transporter                               |                                                                                               |      |
| 791   | Trailer, 60-ton, M160n tank transporter                               |                                                                                               |      |
| 792   | Truck, 10-ton, 6×6, M123, tractor                                     |                                                                                               |      |
| 792   | Truck, 10-ton, 6×6, M125, cargo                                       |                                                                                               |      |
| 793   | Sled, cargo, 2-ton, T-37                                              |                                                                                               |      |
| 797   | Semitrailer, 25-ton, 4-wheel, M172, low bed                           |                                                                                               |      |

## G-800 – G-899
| G-Nr. | Bezeichnung                                                                 | Hersteller/Bemerkung                      | Bild |
| ----- | --------------------------------------------------------------------------- | ----------------------------------------- | ---- |
| 800   | Dolly, 6-ton, 2-wheel, M197, trailer converter                              |                                           |      |
| 800   | Dolly, 8-ton, 2-wheel, M198, trailer converter                              |                                           |      |
| 801   | Truck, sedan                                                                | Chevrolet                                 |      |
| 802   | Semitrailer, low-bed, wrecker, 12-ton, 4-wheel, M269                        |                                           |      |
| 802   | Semitrailer, low-bed, wrecker, 12-ton, 4-wheel, M270                        |                                           |      |
| 803   | Automobile, 5-passenger, sedan, medium                                      | Pontiac, Model Chieftain                  |      |
| 804   | Truck, 5-ton, 4×2, tractor                                                  | Diamond T, Model 720                      |      |
| 805   | Truck, 1/2-ton, pickup (Dodge B-Serie)                                      | Dodge Brothers Company, Model Series-B    |      |
| 805   | Truck, 1/2-ton, van                                                         | Dodge Brothers Company, Model B-Serie     |      |
| 806   | Truck, 1/2-ton, panel (Ford F-Serie)                                        | Ford, Model F1                            |      |
| 806   | Truck, 1/2-ton, pickup                                                      | Ford, Model F1                            |      |
| 806   | Bus, 2-ton                                                                  | Ford, Model F6                            |      |
| 807   | Truck, 2 1/2-ton, tractor                                                   | GMC, Model 400                            |      |
| 808   | Truck, 1/2-ton, canopy express                                              | GMC, Model 100-22                         |      |
| 808   | Truck, 1/2-ton, Panel                                                       | GMC, Model 100-22                         |      |
| 808   | Truck, 1/2-ton, pickup                                                      | GMC, Model 100-22                         |      |
| 808   | Truck, 1/2-ton, stake rack                                                  | GMC, Model 100-22                         |      |
| 809   | Truck, 5-ton, 4×2, tractor                                                  | White Motor Company, Model WC22PLT        |      |
| 810   | Automobile, 5-passenger, sedan, light                                       | Ford, Model 1HA                           |      |
| 811   | Dolly, 18-ton, M199, trailer converter                                      |                                           |      |
| 812   | Trucks, 10-ton                                                              |                                           |      |
| 813   | Trailer, 3 1/2-ton, M310, cable reel, K37B                                  |                                           |      |
| 814   | Truck, 2 1/2-ton, 6×6, XM147, amphibian                                     | GMC, Model „Super Duck“                   |      |
| 815   | Semitrailer, 7 1/2-ton, 2-wheel, M349, refrigerator                         |                                           |      |
| 816   | Trailer, 10-ton, M345, platform                                             |                                           |      |
| 817   | Trailer, M278, water tank, 2000 gal.                                        |                                           |      |
| 819   | Semitrailer, 6-ton, M295                                                    |                                           |      |
| 819   | Semitrailer, 6-ton, M313, van, expansible                                   |                                           |      |
| 819   | Semitrailer, 6-ton, M447, van, shop                                         |                                           |      |
| 819   | Semitrailer, 6-ton, M749, van, repair parts and shop equipment              |                                           |      |
| 819   | Semitrailer, 6-ton, M750, van, parts storage                                |                                           |      |
| 820   | Semitrailer, 7 1/2-ton, M349, refrigerator                                  |                                           |      |
| 821   | Trailer, M329, rocket transporter                                           | für MGR-1 Honest John                     |      |
| 822   | Trailer, 2 1/2-ton, M269, utility                                           |                                           |      |
| 823   | Carrier, 1/2-ton, 4×4, M274, light weapons, infantry (M274 Mechanical Mule) |                                           |      |
| 824   | Semitrailer, 6-ton, M146, shop van                                          |                                           |      |
| 833   | Semitrailer, 3-ton, M33A1, trainer van                                      |                                           |      |
| 833   | Semitrailer, 3-ton, M348, van electronics                                   | für AN/MSC-25 (V-189)                     |      |
| 833   | Semitrailer, 3-ton, M373, van electronics                                   |                                           |      |
| 833   | Semitrailer, 3-ton, M394, van medical                                       |                                           |      |
| 833   | Semitrailer, 3-ton, XM1005, van electronic                                  |                                           |      |
| 833   | Semitrailer, 3-ton, XM1007, van electronic                                  |                                           |      |
| 834   | Truck, 1-ton, 4×4, M601, cargo                                              |                                           |      |
| 834   | Truck, 1-ton, 4×4, M615, ambulance                                          |                                           |      |
| 835   | Truck, 2 1/2-ton, M607, 6×6, tractor                                        |                                           |      |
| 835   | Truck, 2 1/2-ton, M608, 6×6, dump                                           |                                           |      |
| 835   | Truck, 2 1/2-ton, M609, 6×6, shop van                                       |                                           |      |
| 835   | Truck, 2 1/2-ton, M610, 6×6, water tank, 1000 gal.                          |                                           |      |
| 835   | Truck, 2 1/2-ton, M611, 6×6, gasoline tank, 1200 gal.                       |                                           |      |
| 835   | Truck, 2 1/2-ton, 6×6, M612, van expansible                                 |                                           |      |
| 835   | Truck, 2 1/2-ton, 6×6, M613, instrument repair shop                         |                                           |      |
| 835   | Truck, 2 1/2-ton, 6×6, M614, dump                                           |                                           |      |
| 835   | Truck, 2 1/2-ton, 6×6, M616, chassis                                        |                                           |      |
| 835   | Truck, 2 1/2-ton, 6×6, M617, chassis                                        |                                           |      |
| 835   | Truck, 2 1/2-ton, 6×6, M618, chassis                                        |                                           |      |
| 835   | Truck, 2 1/2-ton, 6×6, M619, chassis                                        |                                           |      |
| 835   | Truck, 2 1/2-ton, 6×6, M620, chassis                                        |                                           |      |
| 838   | Truck, 1/4-ton, 4×4, M151, utility (Ford M151 MUTT)                         | AM General                                |      |
| 839   | Trailer, 2-ton, M390, chassis                                               |                                           |      |
| 839   | Trailer, 1-ton, M514, chassis                                               |                                           |      |
| 839   | Trailer, 1-ton, XM545, chassis                                              |                                           |      |
| 840   | Trailer, 1-ton, M389, chassis                                               |                                           |      |
| 842   | Trailer, 3-ton, M113, chassis                                               | für PGM-19 Jupiter                        |      |
| 842   | Trailer, 3-ton, M114, low bed                                               | für PGM-19 Jupiter                        |      |
| 842   | Trailer, 5-ton, M455, low bed                                               | für PGM-19 Jupiter                        |      |
| 842   | Trailer, 5-ton, M456, low bed                                               | für PGM-19 Jupiter                        |      |
| 842   | Trailer, 5-ton, M460, van electronics                                       | für PGM-19 Jupiter                        |      |
| 842   | Trailer, 5-ton, M461, van electronics                                       | für PGM-19 Jupiter                        |      |
| 842   | Trailer, 5-ton, M518, transporter                                           |                                           |      |
| 842   | Trailer, 5-ton, M525, chassis                                               |                                           |      |
| 843   | Truck, 1/4-ton, 4×4, M422, utility (M422 Mighty Mite)                       | American Motors Corporation               |      |
| 845   | Truck, 4/4-ton, 4×4, M604, cargo                                            |                                           |      |
| 846   | Truck, 2 1/5-ton, 6×6, M605, cargo                                          |                                           |      |
| 847   | Truck, 1/4-ton, 4×4, M603, utility                                          |                                           |      |
| 848   | Semitrailer, 6-ton, M348, van electronic                                    |                                           |      |
| 848   | Semitrailer, 6-ton, M373, van electronic                                    |                                           |      |
| 849   | Trailer, 2 1/2-ton, M454, chassis                                           |                                           |      |
| 852   | Truck, 5-ton, 8×8, M656, cargo                                              | Ford                                      |      |
| 852   | Truck, 5-ton, 8×8, M757, tractor                                            | Ford                                      |      |
| 852   | Truck, 5-ton, 8×8, M791, expansible van                                     | Ford                                      |      |
| 854   | Trailer, 3 1/2-ton, M353                                                    |                                           |      |
| 855   | Semitrailer, 60-ton, M162, low bed                                          |                                           |      |
| 856   | Semitrailer, 15-ton, M347, refrigerator                                     |                                           |      |
| 857   | Trailer, 1/4-ton, 2-wheel, M416, cargo                                      |                                           |      |
| 857   | Trailer, 1/4-ton, 2-wheel, M416B1, cargo                                    |                                           |      |
| 857   | Trailer, 1/4-ton, 2-wheel, M569, chassis                                    |                                           |      |
| 857   | Trailer, 1/4-ton, 2-wheel, M569B1, chassis                                  |                                           |      |
| 858   | Trailer, 7-ton, M529, low bed, Nike missile                                 | für Rakete Nike                           |      |
| 859   | Semitrailer, 6-ton, M527, low bed                                           |                                           |      |
| 859   | Semitrailer, 6-ton, M539, chassis                                           |                                           |      |
| 859   | Semitrailer, 6-ton, M539E2, van, field maintenance                          |                                           |      |
| 859   | Semitrailer, 6-ton, M671, van, maintenance                                  |                                           |      |
| 859   | Semitrailer, 6-ton, M672, van, field maintenance                            |                                           |      |
| 860   | Truck, 16-ton, 4×4, M437, cargo                                             | Caterpillar Incorporated                  |      |
| 860   | Truck, 16-ton, 4×4, M438, gasoline tank, 5000 gal.                          | Caterpillar Incorporated                  |      |
| 860   | Truck, 20-ton, 4×4, M554, wrecker                                           | Caterpillar Incorporated                  |      |
| 861   | Truck, 8-ton, 4×4, M520                                                     | Caterpillar Incorporated                  |      |
| 861   | Truck, 8-ton, 4×4, M553, wrecker                                            | Caterpillar Incorporated                  |      |
| 861   | Truck, 8-ton, 4×4, M559, gasoline tank, 2500 gal.                           | Caterpillar Incorporated                  |      |
| 861   | Truck, 8-ton, 4×4, M877, cargo                                              | Caterpillar Incorporated                  |      |
| 865   | Semitrailer, 6-ton, M555, electronics van                                   |                                           |      |
| 865   | Semitrailer, 6-ton, M556, electronics van                                   |                                           |      |
| 865   | Semitrailer, 10-ton, M557, electronics van                                  |                                           |      |
| 865   | Semitrailer, 10-ton, M558, electronics van                                  |                                           |      |
| 867   | Tailer, 1 1/2-ton, M536, laundry                                            |                                           |      |
| 867   | Tailer, 1 1/2-ton, M537, bakery                                             |                                           |      |
| 867   | Tailer, 1 1/2-ton, M538, dough mixer                                        |                                           |      |
| 867   | Tailer, 1 1/2-ton, M759, dough mixer                                        |                                           |      |
| 868   | Truck, 25-ton, M523, tractor                                                | Kenworth                                  |      |
| 869   | Semitrailer, 55-ton, M524, low bed                                          |                                           |      |
| 870   | Dolly, 35-ton, M528, load divider                                           |                                           |      |
| 871   | Trailer, 1 1/2-ton, M463, air conditioner                                   |                                           |      |
| 872   | Dolly, 15-ton, M354, trailer converter                                      |                                           |      |
| 874   | Truck, 1 1/4-ton, 6×6, M561, cargo (Gama Goat)                              | CONDEC                                    |      |
| 875   | Trailer, 1-ton, M417, cargo                                                 |                                           |      |
| 877   | Trailer, M149, water tank, 400 gal.                                         |                                           |      |
| 877   | Trailer, M625, water tank, 400 gal.                                         |                                           |      |
| 879   | Carrier, M571, utility, articulated                                         | Canadair Dynatrac                         |      |
| 881   | Trailer, 1-ton, M580, chassis                                               |                                           |      |
| 881   | Trailer, 1 1/2-ton, M581, electronic van                                    |                                           |      |
| 882   | Trailer, 4-ton, M586, water tank, 2000 gal.                                 |                                           |      |
| 882   | Trailer, 4-ton, M796, bolster                                               |                                           |      |
| 883   | Semitrailer, 4-ton, M574, electronic van                                    |                                           |      |
| 883   | Semitrailer, 4-ton, M654, electronic van, telemeter                         |                                           |      |
| 883   | Semitrailer, 4-ton, M680                                                    |                                           |      |
| 883   | Semitrailer, 4-ton, M738                                                    |                                           |      |
| 883   | Semitrailer, 4-ton, M739, switchboard                                       |                                           |      |
| 883   | Semitrailer, 4-ton, M823                                                    |                                           |      |
| 883   | Semitrailer, 4-ton, M824                                                    |                                           |      |
| 884   | Semitrailer, 15-ton, M674, low bed                                          |                                           |      |
| 884   | Semitrailer, 15-ton, M682, radar transmitter van                            |                                           |      |
| 884   | Semitrailer, 15-ton, M683, radar control                                    |                                           |      |
| 884   | Semitrailer, 15-ton, M684, heat exchanger                                   |                                           |      |
| 888   | Semitrailer, M131, gasoline tank, 5000 gal.                                 |                                           |      |
| 889   | Solly, M689, transportable shelter                                          |                                           |      |
| 889   | Dolly, M690, front                                                          |                                           |      |
| 889   | Dolly, M691, rear                                                           |                                           |      |
| 889   | Dolly, M829, transportable shelter                                          |                                           |      |
| 889   | Dolly, M830, front                                                          |                                           |      |
| 889   | Dolly, M831, rear                                                           |                                           |      |
| 890   | Truck, 1 1/4 ton, 4×4, M715                                                 | Kaiser Jeep Corporation                   |      |
| 890   | Truck, 1 1/4 ton, 4×4, M724, chassis                                        | Kaiser Jeep Corporation                   |      |
| 890   | Truck, 1 1/4 ton, 4×4, M725, ambulance                                      | Kaiser Jeep Corporation                   |      |
| 890   | Truck, 1 1/4 ton, 4×4, M726, telephone                                      | Kaiser Jeep Corporation                   |      |
| 891   | Trailer, 10-ton, flat bed                                                   |                                           |      |
| 892   | Trailer, 14-ton, bolster, swivel                                            |                                           |      |
| 893   | Trailer, 7-ton, flat bed                                                    |                                           |      |
| 894   | Trailer, 60-ton, 6-wheel, low bed                                           | Rogers Brothers Corporation, model D60-DS |      |
| 895   | Trailer, 8-ton, 4-wheel, low bed                                            | Fruehauf Trailer Company                  |      |
| 896   | Trailer, bolster                                                            |                                           |      |
| 897   | Trailer, 9-ton, bolster, swivel                                             |                                           |      |
| 898   | Dolly set, 3-ton, M720                                                      |                                           |      |
| 898   | Dolly, M721, front                                                          |                                           |      |
| 898   | Dolly, M722, rear                                                           |                                           |      |

## G-900 – G-999
| G-Nr. | Bezeichnung                                            | Hersteller/Bemerkung            | Bild |
| ----- | ------------------------------------------------------ | ------------------------------- | ---- |
| 900   | Truck, cargo, M621                                     |                                 |      |
| 900   | Truck, fuel tank, 1200 Gal., M622                      |                                 |      |
| 900   | Truck, van, shop, M623                                 |                                 |      |
| 900   | Truck, dump, M624                                      |                                 |      |
| 901   | Truck, chassis, M766                                   |                                 |      |
| 901   | Truck, chassis, M767                                   |                                 |      |
| 901   | Truck, chassis, M768                                   |                                 |      |
| 901   | Truck, chassis, M769                                   |                                 |      |
| 901   | Truck, cargo, M770                                     |                                 |      |
| 901   | Truck, cargo, M771                                     |                                 |      |
| 901   | Truck, cargo, M772                                     |                                 |      |
| 901   | Truck, cargo, M773                                     |                                 |      |
| 901   | Truck, cargo, M774                                     |                                 |      |
| 901   | Truck, cargo, M775                                     |                                 |      |
| 901   | Truck, tank, M776                                      |                                 |      |
| 901   | Truck, Chassis, M777                                   |                                 |      |
| 901   | Truck, cargo, dropside, M778                           |                                 |      |
| 901   | Truck, fuel tank, M779                                 |                                 |      |
| 901   | Truck, water tank, 1000 Gal, M780                      |                                 |      |
| 901   | Truck, van, shop, M781                                 |                                 |      |
| 901   | Truck, repair shop, instrument, M782                   |                                 |      |
| 901   | Truck, tractor, M783                                   |                                 |      |
| 901   | Truck, dump, M784                                      |                                 |      |
| 901   | Truck, bolster, M785                                   |                                 |      |
| 901   | Truck, pole construction, M786                         |                                 |      |
| 901   | Truck, telephone maintenence M787                      |                                 |      |
| 901   | Truck, auger, M788                                     |                                 |      |
| 902   | Semitrailer, tank hauler, jointed, 52,5-ton, M627      | Ward LaFrance Truck Corporation |      |
| 902   | Semitrailer, tank hauler, jointed, 52,5-ton, M793      |                                 |      |
| 903   | Truck, tractor, tank transporter, 222,5-ton, M746      |                                 |      |
| 904   | Semitrailer, tank transporter, low bed, 52,5-ton, M747 | Condec                          |      |
| 905   | Truck, cargo, 5/4-ton, 4×4, M705                       | Chevrolet                       |      |
| 905   | Ambulance, 5/4-ton, 4×4, M737                          |                                 |      |
| 906   | Truck, cargo, 2,5-ton, 6×6, M36A2C                     |                                 |      |
| 907   | Trailer, tilt loading, flat bed, 6-ton, M789           |                                 |      |
| 908   | Truck, 5-ton, 6×6, M809, chassis                       | AM General                      |      |
| 908   | Truck, 5-ton, 6×6, M810, chassis, short wheelbase      | AM General                      |      |
| 908   | Truck, 5-ton, 6×6, M811, chassis, extra long wheelbase | AM General                      |      |
| 908   | Truck, 5-ton, 6×6, M812, chassis, long wheelbase       | AM General                      |      |
| 908   | Truck, 5-ton, 6×6, M813, cargo (14-foot body)          | AM General                      |      |
| 908   | Truck, 5-ton, 6×6, M814, cargo (20-foot body), M814    | AM General                      |      |
| 908   | Truck, 5-ton, 6×6, M815, bolster                       | AM General                      |      |
| 908   | Truck, 5-ton, 6×6, M816, medium wrecker                | AM General                      |      |
| 908   | Truck, 5-ton, 6×6, M817, dump                          | AM General                      |      |
| 908   | Truck, 5-ton, 6×6, M818, tractor                       | AM General                      |      |
| 908   | Truck, 5-ton, 6×6, M819, wrecker tractor               | AM General                      |      |
| 908   | Truck, 5-ton, 6×6, M820, van, expansible               | AM General                      |      |
| 908   | Truck, 5-ton, 6×6, M821, bridge transport              | AM General                      |      |
| 909   | dolly set, portable shelter                            |                                 |      |